# Liste der Landschaftsschutzgebiete im Hochsauerlandkreis
Die Liste der Landschaftsschutzgebiete im Hochsauerlandkreis enthält die Landschaftsschutzgebiete des Hochsauerlandkreises in Nordrhein-Westfalen.
| Bild                                                                                               | Nummer        | Bezeichnung des Gebietes (LSG ...) | Typ | Gemeinde / Stadt | Fläche in Hektar | WDPA-ID   | Koordinaten | Datum der Verordnung |
| -------------------------------------------------------------------------------------------------- | ------------- | --- | --- | ---------------- | ---------------- | --------- | ----------- | -------------------- |
| | LSG-4419-0001 | Randhöhen zwischen Sintfeld und Diemeltal | A   | Marsberg         | 1164,10          | 555561168 | Position    | 2004                 |
| | LSG-4419-0002 | Freiflächen nordöstlich Westheim | B   | Marsberg         | 180,76           | 555561169 | Position    | 2004                 |
| | LSG-4419-0003 | Paderborner Hochfläche | B   | Marsberg         | 1036,01          | 555561170 | Position    | 2004                 |
| | LSG-4419-0004 | Nuttlerfeld | C   | Marsberg         | 25,01            | 555561171 | Position    | 2004                 |
| | LSG-4419-0005 | Vor der Egge | B   | Marsberg         | 133,36           | 555561172 | Position    | 2004                 |
| | LSG-4419-0006 | Am Höleken | C   | Marsberg         | 8,22             | 555561173 | Position    | 2004                 |
| | LSG-4419-0007 | Dahlbachtal | C   | Marsberg         | 26,06            | 555561174 | Position    | 2004                 |
| | LSG-4419-0008 | Westheimer Diemeltal | C   | Marsberg         | 242,91           | 555561175 | Position    | 2004                 |
| | LSG-4419-0009 | Auf dem Dahlberg | C   | Marsberg         | 5,33             | 555561176 | Position    | 2004                 |
| LSG Arnsberg                                                                                       | LSG-4513-0001 | Arnsberg | A   | Arnsberg         | 8365,25          | 555561311 | Position    | 1998                 |
| | LSG-4513-0002 | Stockei | B   | Arnsberg         | 22,77            | 555561304 | Position    | 1998                 |
| | LSG-4513-0004 | Voßwinkel | B   | Arnsberg         | 96,84            | 555561305 | Position    | 1998                 |
| | LSG-4513-0005 | Bachum | B   | Arnsberg         | 82,19            | 555561306 | Position    | 1998                 |
| | LSG-4513-0006 | Totenberg | B   | Arnsberg         | 26,77            | 555561307 | Position    | 1998                 |
| | LSG-4513-0007 | Bellingsen | B   | Arnsberg         | 25,91            | 555561308 | Position    | 1998                 |
| | LSG-4513-0008 | Dreihausen | B   | Arnsberg         | 20,97            | 555561309 | Position    | 1998                 |
| | LSG-4513-0009 | Breloh | B   | Arnsberg         | 10,64            | 555561310 | Position    | 1998                 |
| | LSG-4513-0010 | Wiebelsheide | B   | Arnsberg         | 3,79             | 555561312 | Position    | 1998                 |
| | LSG-4513-0011 | Breitenbruch |     | Arnsberg         | 15,65            | 555561313 | Position    | 1998                 |
| | LSG-4513-0012 | Holzen-Mimberge | B   | Arnsberg         | 141,94           | 555561314 | Position    | 1998                 |
| | LSG-4513-0013 | Oelinghausen | B   | Arnsberg         | 26,42            | 555561315 | Position    | 1998                 |
| | LSG-4513-0014 | Herdringen | B   | Arnsberg         | 87,02            | 555561316 | Position    | 1998                 |
| | LSG-4513-0017 | Hüsten-Ost | B   | Arnsberg         | 61,80            | 555561317 | Position    | 1998                 |
| Landschaftsbestandteil Einzelbaum (Stieleiche am Teich) im Landschaftsschutzgebiet                 | LSG-4513-0018 | Retringen | B   | Arnsberg         | 44,04            | 555561318 | Position    | 1998                 |
| | LSG-4513-0019 | Oelinghauser Heide | B   | Arnsberg         | 84,41            | 555561319 | Position    | 1998                 |
| | LSG-4513-0020 | Gut Stiepel-Kalte Lieth | B   | Arnsberg         | 67,89            | 555561320 | Position    | 1998                 |
| | LSG-4513-0021 | Müschede | B   | Arnsberg         | 38,84            | 555561321 | Position    | 1998                 |
| | LSG-4513-0022 | Kehlsiepen | C   | Arnsberg         | 5,22             | 555561322 | Position    | 1998                 |
| | LSG-4513-0023 | Mühlenbach nordwestlich Vosswinkel | C   | Arnsberg         | 4,50             | 555561323 | Position    | 1998                 |
| | LSG-4513-0024 | Voßwinkeler Heide | C   | Arnsberg         | 11,24            |           | Position    | 1998                 |
| | LSG-4513-0025 | Hasbach-Oestingsiepen | C   | Arnsberg         | 23,37            | 555561325 | Position    | 1998                 |
| | LSG-4513-0026 | Möhneaue | C   | Arnsberg         | 36,87            | 555561326 | Position    | 1998                 |
| | LSG-4513-0027 | Ruhraue | C   | Arnsberg         | 92,82            | 555561327 | Position    | 1998                 |
| | LSG-4513-0028 | Siefen östlich Neheim | C   | Arnsberg         | 0,83             | 555561328 | Position    | 1998                 |
| | LSG-4513-0030 | Dollberg Siepen | C   | Arnsberg         | 1,56             | 555561329 | Position    | 1998                 |
| | LSG-4513-0031 | Röhraue | C   | Arnsberg         | 89,44            | 555561330 | Position    | 1998                 |
| | LSG-4513-0032 | Schildbruchsiepen | C   | Arnsberg         | 24,38            | 555561331 | Position    | 1998                 |
| | LSG-4513-0033 | Biberbachtal | C   | Arnsberg         | 64,88            | 555561332 | Position    | 1998                 |
| | LSG-4513-0038 | Baumbachtal | C   | Arnsberg         | 30,69            | 555561333 | Position    | 1998                 |
| | LSG-4513-0039 | Erlbachtal | C   | Arnsberg         | 8,55             | 555561334 | Position    | 1998                 |
| | LSG-4514-0001 | Niedereimer |     | Arnsberg         | 7,16             | 555561335 | Position    | 1998                 |
| | LSG-4514-0002 | Uentrop-Wintrop |     | Arnsberg         | 69,62            | 555561336 | Position    | 1998                 |
| | LSG-4514-0003 | Wicheln |     | Arnsberg         | 17,39            | 555561337 | Position    | 1998                 |
| | LSG-4514-0004 | Lüsenberg |     | Arnsberg         | 6,07             | 555561338 | Position    | 1994                 |
| | LSG-4514-0005 | Glösingen-Oeventrop |     | Arnsberg         | 76,39            | 555561339 | Position    | 1998                 |
| | LSG-4514-0006 | Hevensbrinktal |     | Arnsberg         | 2,70             | 555561340 | Position    | 1998                 |
| | LSG-4514-0007 | Wannetal |     | Arnsberg         | 5,86             | 555561341 | Position    | 1998                 |
| | LSG-4514-0008 | Berbketal |     | Arnsberg         | 7,35             | 555561342 | Position    | 1998                 |
| | LSG-4515-0001 | Lattenberg |     | Arnsberg         | 8,35             | 555561343 | Position    | 1998                 |
| Freifläche östlich von Freienohl                                                                   | LSG-4515-0002 | Ortsnahe Freiflächen östlich von Freienohl |     | Meschede         | 5,51             | 555561344 | Position    | 1994                 |
| | LSG-4515-0003 | Ortsrandlagen westlich von Eversberg |     | Meschede         | 81,2             | 555561345 | Position    | 1994                 |
| | LSG-4515-0004 | Holdmecke nördlich Wennemen |     | Meschede         | 14,89            | 555561346 | Position    | 1994                 |
| LSG Meschede (Teilfläche 1)                                                                        | LSG-4515-0005 | Meschede |     | Meschede         | 15.879,03        | 555561347 | Position    | 1994                 |
| | LSG-4516-0001 | Bestwig |     | Bestwig          | 4909,76          | 555561589 |             | 2008                 |
| | LSG-4516-0002 | Im Boxen | B   | Brilon           | 49,62            | 555561349 | Position    | 2008                 |
| | LSG-4516-0003 | Offenland um Esshoff | B   | Brilon           | 17,23            | 555561350 | Position    | 2008                 |
| | LSG-4516-0004 | Escherfeld | C   | Brilon           | 10,97            | 555561351 | Position    | 2008                 |
| | LSG-4516-0005 | Feuchtgrünland um Rixen | C   | Brilon           | 32,43            | 555561352 | Position    | 2008                 |
| | LSG-4517-0002 | Briloner Hochfläche | B   | Brilon           | 1381,86          | 555554545 | Position    | 2001                 |
| | LSG-4517-0003 | Obermöhne- / Almewald und Almer Quellgrund | A   | Brilon           | 3040,46          | 555554546 | Position    | 2008                 |
| | LSG-4517-0004 | Oberes Immental | B   | Brilon           | 18,54            | 555554547 | Position    | 2001                 |
| | LSG-4517-0005 | Freiflächen um Radlinghausen und Madfeld | B   | Brilon           | 475,65           | 555554548 | Position    | 2001                 |
| | LSG-4517-0006 | Freiflächen östlich Thülen | B   | Brilon           | 105,65           | 555554549 | Position    | 2001                 |
| | LSG-4517-0007 | Freiflächen westlich Thülen | B   | Brilon           | 71,80            | 555554550 | Position    | 2001                 |
| | LSG-4517-0008 | Almerfeld | B   | Brilon           | 60,05            | 555554551 | Position    | 2001                 |
| Freiflächen im Lühlingsbachtal                                                                     | LSG-4517-0009 | Freiflächen im Lühlingsbachtal | B   | Brilon           | 128,08           | 555554552 | Position    | 2001                 |
| | LSG-4517-0010 | Oberes Mühlental | C   | Brilon           | 21,38            | 555554553 | Position    | 2001                 |
| | LSG-4517-0012 | Briloner Kalkplateau und Randhöhen | A   | Brilon           | 1656,67          | 555561353 | Position    | 2008                 |
| Landschaftsschutzgebiet Wintertal / Escherfeld                                                     | LSG-4517-0013 | Wintertal/Escherfeld | B   | Brilon           | 481,66           | 555561354 | Position    | 2008                 |
| | LSG-4517-0014 | Offenland am nördlichen Ortsrand Brilon | B   | Brilon           | 137,51           | 555561355 |             | 2008                 |
| | LSG-4517-0015 | Offenland Bindel / Möhnetal | B   | Brilon           | 53,51            | 555561356 | Position    | 2008                 |
| | LSG-4517-0016 | Offenlandkomplex Rixen / Scharfenberg | B   | Brilon           | 252,58           | 555561357 | Position    | 2008                 |
| | LSG-4517-0017 | Offenland am Ortsrand Alme | B   | Brilon           | 148,87           | 555561358 | Position    | 2008                 |
| | LSG-4517-0018 | Offenland um Nehden | B   | Brilon           | 215,00           | 555561359 | Position    | 2008                 |
| Landschaftsschutzgebiet Offenland südöstlich Brilon                                                | LSG-4517-0019 | Offenland südöstlich Brilon | B   | Brilon           | 455,97           | 555561360 | Position    | 2008                 |
| | LSG-4517-0020 | Offenlandkomplex um Wülfte / Briloner Hochfläche | B   | Brilon           | 710,64           | 555561361 | Position    | 2008                 |
| | LSG-4517-0021 | Östenberg/Riestental | B   | Brilon           | 60,41            | 555561362 | Position    | 2008                 |
| | LSG-4517-0022 | Keffelke | C   | Brilon           | 32,98            | 555561363 | Position    | 2008                 |
| | LSG-4517-0023 | Hallerkamp | C   | Brilon           | 22,64            | 555561364 | Position    | 2008                 |
| | LSG-4517-0024 | Unteres Immental | C   | Brilon           | 23,39            | 555561365 | Position    | 2008                 |
| | LSG-4517-0025 | Magergrünland am Nehder Kopf | C   | Brilon           | 9,92             | 555561366 | Position    | 2008                 |
| | LSG-4517-0026 | Magergrünland am Zyndelstein | C   | Brilon           | 4,15             | 555561367 | Position    | 2008                 |
| | LSG-4517-0027 | Magergrünland an Feldberg und Schaaken | C   | Brilon           | 22,50            | 555561368 | Position    | 2008                 |
| Landschaftsschutzgebiet Grünlandverbund Aa                                                         | LSG-4517-0028 | Grünlandverbund Aa | C   | Brilon           | 213,02           | 555561369 | Position    | 2008                 |
| | LSG-4517-0029 | Feuchtgrünland Brüche und Waldbruch | C   | Brilon           | 31,02            | 555561370 | Position    | 2008                 |
| | LSG-4517-0030 | Steinrutsch | C   | Brilon           | 5,43             | 555561371 | Position    | 2008                 |
| | LSG-4517-0031 | Grünlandkomplex um Schloss Alme | C   | Brilon           | 15,57            | 555561372 | Position    | 2008                 |
| | LSG-4517-0032 | Hallinghausen | C   | Brilon           | 67,00            | 555561373 | Position    | 2008                 |
| | LSG-4517-0033 | Grünlandkomplex Ortsrand Oberalme | C   | Brilon           | 52,42            | 555561374 | Position    | 2008                 |
| | LSG-4517-0034 | Magergrünlandkomplex südlich Wülfte | C   | Brilon           | 70,17            | 555561375 | Position    | 2008                 |
| | LSG-4517-0035 | Nehdener Mühlental | C   | Brilon           | 13,72            | 555561376 | Position    | 2008                 |
| | LSG-4517-0036 | Hoppenberg/Raumberg | C   | Brilon           | 52,07            | 555561377 | Position    | 2008                 |
| | LSG-4517-0037 | Grünlandgewann westlich der Hilbringse | C   | Brilon           | 32,57            | 555561378 | Position    | 2008                 |
| | LSG-4517-0038 | Möhneburg / Im Wenster | C   | Brilon           | 39,84            | 555561379 | Position    | 2008                 |
| Kloßsiepen unterhalb von Scharfenberg                                                              | LSG-4517-0039 | Kloßsiepen | C   | Brilon           | 6,13             | 555561380 | Position    | 2008                 |
| | LSG-4517-0040 | Feuchtgrünland am Windsberg | C   | Brilon           | 7,73             | 555561381 | Position    | 2008                 |
| | LSG-4517-0041 | Grünlandkomplex Kalberstert / Scheffelberg | C   | Brilon           | 33,61            | 555561382 | Position    | 2008                 |
| | LSG-4517-0042 | Magergrünland am Heimberg | C   | Brilon           | 11,37            | 555561383 | Position    | 2008                 |
| | LSG-4518-0001 | Freiflächen am Raumberg | B   | Marsberg         | 26,11            | 555554555 | Position    | 2001                 |
| | LSG-4518-0002 | Freiflächen zwischen Helminghausen und Padberg | B   | Marsberg         | 105,61           | 555554556 | Position    | 2001                 |
| | LSG-4518-0003 | Freiflächen bei Beringhofen | B   | Marsberg         | 15,87            | 555554557 | Position    | 2001                 |
| | LSG-4518-0004 | Freiflächen östlich Padberg | B   | Marsberg         | 10,78            | 555554558 | Position    | 2001                 |
| | LSG-4518-0005 | Freiflächen südwestlich Beringhausen | B   | Marsberg         | 34,40            | 555554559 | Position    | 2001                 |
| | LSG-4518-0006 | Freiflächen zwischen Forstenberg und Schafbruch | B   | Brilon           | 137,31           | 555554560 | Position    | 2001                 |
| | LSG-4518-0007 | Freiflächen nördlich Bredelar | B   | Marsberg         | 44,69            | 555554561 | Position    | 2001                 |
| | LSG-4518-0008 | Freiflächen am Aabach | B   | Brilon           | 45,58            | 555554562 | Position    | 2001                 |
| | LSG-4518-0009 | Fauler Bruch / Hemmeker Bruch | C   | Brilon           | 96,55            | 555554563 | Position    | 2001                 |
| | LSG-4518-0010 | Oberer Aabach | C   | Brilon           | 52,48            | 555554564 | Position    | 2001                 |
| | LSG-4518-0011 | Grünlandtälchen nördlich Rösenbeck | C   | Brilon           | 8,82             | 555554565 | Position    | 2001                 |
| | LSG-4518-0012 | Grünlandtälchen südöstlich Rösenbeck | C   | Brilon           | 7,81             | 555561384 | Position    | 2001                 |
| | LSG-4518-0013 | Altenfilstal | C   | Brilon           | 12,71            | 555554567 | Position    | 2001                 |
| | LSG-4518-0014 | Grünlandtälchen nördlich des Forstenberges | C   | Marsberg         | 15,13            | 555554568 | Position    | 2001                 |
| | LSG-4518-0015 | Leiental | C   | Marsberg         | 3,99             | 555554569 | Position    | 2001                 |
| | LSG-4518-0016 | Hoppecketal südlich Beringhausen | C   | Marsberg         | 10,79            | 555554570 | Position    | 2001                 |
| | LSG-4518-0017 | Twerswecke | C   | Marsberg         | 17,15            | 555554571 | Position    | 2001                 |
| | LSG-4518-0018 | Enkenberg | C   | Marsberg         | 48,07            | 555554572 | Position    | 2001                 |
| weitere Bilder                                                                                     | LSG-4518-0019 | Hoppecke – Diemel – Bergland | A   | Brilon           | 7790,64          | 555554573 | Position    | 2001                 |
| | LSG-4518-0021 | Bredelarer Kammer-Fürstenberger Wald | A   | Marsberg         | 1421,70          | 555561385 |             | 2004                 |
| | LSG-4518-0022 | Freiflächen um Erlinghausen / Auf der Sandkuhle | B   | Marsberg         | 548,26           | 555561386 |             | 2004                 |
| | LSG-4518-0023 | Mühlental | C   | Marsberg         | 3,95             | 555561387 | Position    | 2004                 |
| | LSG-4518-0024 | Klustal | C   | Marsberg         | 17,71            | 555561388 | Position    | 2004                 |
| | LSG-4518-0025 | Erlenbachtal | C   | Marsberg         | 1,49             | 555561389 | Position    | 2004                 |
| | LSG-4518-0026 | Momecketal | C   | Marsberg         | 14,52            | 555561390 | Position    | 2004                 |
| | LSG-4518-0027 | Am Rennebusch | C   | Marsberg         | 39,84            | 555561391 | Position    | 2004                 |
| | LSG-4519-0001 | Rotes Land | A   | Marsberg         | 2033,40          | 555561392 | Position    | 2004                 |
| | LSG-4519-0002 | Schweinegründchen / Berghagen / Unter der Königsseite | B   | Marsberg         | 23,47            | 555561393 | Position    | 2004                 |
| | LSG-4519-0003 | Kuckengrund / Helmberg | B   | Marsberg         | 139,42           | 555561394 | Position    | 2004                 |
| | LSG-4519-0004 | Freiflächen um Leitmar | B   | Marsberg         | 209,75           | 555561395 |             | 2004                 |
| | LSG-4519-0005 | Freiflächen bei Oesdorf / Westheim und Krähengrund | B   | Marsberg         | 192,66           | 555561396 |             | 2004                 |
| | LSG-4519-0006 | Heidenpost / Steintwisten und Niedernfeld | B   | Marsberg         | 40,12            | 555561397 |             | 2004                 |
| | LSG-4519-0007 | Diemeltalflanken um Niedermarsberg | B   | Marsberg         | 100,10           | 555561398 | Position    | 2004                 |
| | LSG-4519-0008 | Freiflächen um Canstein | B   | Marsberg         | 96,97            | 555561399 |             | 2004                 |
| | LSG-4519-0009 | Freiflächen um Giershagen | B   | Marsberg         | 784,29           | 555561400 |             | 2004                 |
| | LSG-4519-0010 | Freiflächen westlich Udorf | B   | Marsberg         | 195,36           | 555561401 |             | 2004                 |
| | LSG-4519-0011 | Echelpohlen | B   | Marsberg         | 128,41           | 555561402 |             | 2004                 |
| | LSG-4519-0012 | Unteres Orpetal | B   | Marsberg         | 67,56            | 555561403 |             | 2004                 |
| | LSG-4519-0013 | Prierberg | B   | Marsberg         | 25,95            | 555561404 |             | 2004                 |
| | LSG-4519-0014 | Freiflächen um Heddinghausen | B   | Marsberg         | 200,68           | 555561405 |             | 2004                 |
| | LSG-4519-0015 | Staupketal | C   | Marsberg         | 15,85            | 555561406 | Position    | 2004                 |
| | LSG-4519-0016 | Ortsrand Obermarsberg | C   | Marsberg         | 4,04             | 555561407 | Position    | 2004                 |
| | LSG-4519-0018 | Sauerlandgraben | C   | Marsberg         | 19,90            | 555561408 | Position    | 2004                 |
| | LSG-4519-0019 | Hamecketal | C   | Marsberg         | 6,13             | 555561409 | Position    | 2004                 |
| | LSG-4519-0020 | Bensloh und Sieke | C   | Marsberg         | 91,02            | 555561410 | Position    | 2004                 |
| | LSG-4519-0021 | Düwel / Wortknäppe | C   | Marsberg         | 41,67            | 555561411 | Position    | 2004                 |
| | LSG-4519-0023 | Frohental | C   | Marsberg         | 57,76            | 555561412 | Position    | 2004                 |
| | LSG-4519-0024 | Hasselbicketal | C   | Marsberg         | 20,03            | 555561413 | Position    | 2004                 |
| | LSG-4519-0025 | Bauernscheid | C   | Marsberg         | 7,09             | 555561414 | Position    | 2004                 |
| Das LSG Oberes Orpetal befindet sich rechts und links der Teiche                                   | LSG-4519-0026 | Oberes Orpetal | C   | Marsberg         | 24,66            | 555561415 | Position    | 2004                 |
| Landschaftsschutzgebiet Warte mit Mäuseturm                                                        | LSG-4519-0027 | Warte | C   | Marsberg         | 36,02            | 555561416 | Position    | 2004                 |
| | LSG-4519-0028 | Am Lärchen | C   | Marsberg         | 5,55             | 555561417 | Position    | 2004                 |
| | LSG-4519-0029 | Margarethenhof | C   | Marsberg         | 32,62            | 555561418 | Position    | 2004                 |
| | LSG-4519-0030 | Am Leitmarscher Bruch | C   | Marsberg         | 14,16            | 555561419 | Position    | 2004                 |
| | LSG-4519-0031 | Magergrünland am Glockengrund | C   | Marsberg         | 21,76            | 555561420 | Position    | 2004                 |
| | LSG-4519-0032 | Platte | C   | Marsberg         | 82,14            | 555561421 | Position    | 2004                 |
| | LSG-4613-0001 | Sundern |     | Sundern          | 14.344,51        | 555561435 | Position    | 1993                 |
| | LSG-4613-0007 | Deinstrop-Klinksberg |     | Arnsberg         | 30,50            | 555561432 | Position    | 1998                 |
| | LSG-4613-0008 | Wenningen-Kirchlinde |     | Arnsberg         | 58,91            | 555561433 | Position    | 1998                 |
| | LSG-4613-0009 | Wettmarsen |     | Arnsberg         | 13,21            | 555561434 | Position    | 1998                 |
| | LSG-4613-0010 | Ainkhausen-Katterhof |     | Arnsberg         | 25,58            | 555561436 | Position    | 1998                 |
| | LSG-4613-0011 | Wenninger und Wettmarsener Bachtal |     | Arnsberg         | 35,11            | 555561437 | Position    | 1998                 |
| | LSG-4613-0012 | Teufelssiepen |     | Arnsberg         | 2,28             | 555561438 | Position    | 1998                 |
| | LSG-4613-0013 | Dittmecke |     | Arnsberg         | 9,32             | 555561439 | Position    | 1998                 |
| | LSG-4613-0014 | Klingsschlade |     | Arnsberg         | 1,72             | 555561440 | Position    | 1998                 |
| | LSG-4613-0015 | Hohe Hahn westlich von Hövel |     | Sundern          | 58,39            | 555561441 | Position    | 1993                 |
| | LSG-4613-0016 | Krähenschlade östlich von Hövel |     | Sundern          | 68,12            | 555561442 | Position    | 1993                 |
| | LSG-4613-0017 | Echterfeld nördlich von Langscheid |     | Sundern          | 34,79            | 555561443 | Position    | 1993                 |
| | LSG-4613-0018 | Drei Teilflächen im Landschaftsraum zwischen Amecke, Bruchhausen, Allendorf und Stockum                                                                           |     | Sundern          | 247,01           | 555561444 | Position    | 1993                 |
| | LSG-4613-0019 | Stark strukturierte Feldflur nördlich von Enkhausen |     | Sundern          | 39,95            | 555561445 | Position    | 1993                 |
| | LSG-4613-0020 | Ortsrandlagen zwischen Enkhausen und um Tiefenhagen |     | Sundern          | 13,53            | 555561446 | Position    | 1993                 |
| | LSG-4613-0021 | Hangfläche zum Röhrtal in nördlicher Ortsrandlage von Hachen |     | Sundern          | 10,70            | 555561447 | Position    | 1993                 |
| | LSG-4613-0022 | Östliche Ortsrandlage von Hachen |     | Sundern          | 7,12             | 555561448 | Position    | 1993                 |
| | LSG-4613-0023 | Unterhang zum Flamecketal nördlich Sundern |     | Sundern          | 4,48             | 555561449 | Position    | 1993                 |
| | LSG-4613-0024 | Ortsnahe Freiflächen nördlich von Hachen |     | Sundern          | 12,40            | 555561450 | Position    | 1993                 |
| | LSG-4613-0025 | Grünlandkomplex nördlich von Hövel |     | Sundern          | 19,90            | 555561451 | Position    | 1993                 |
| | LSG-4613-0026 | Beckumer Bachtal südwestlich von Hövel |     | Sundern          | 20,69            | 555561452 | Position    | 1993                 |
| | LSG-4613-0027 | Melscheder Mühlenbachtal südwestlich von Melschede |     | Sundern          | 26,69            | 555561453 | Position    | 1993                 |
| | LSG-4613-0028 | Talraum in der Kritmecke westlich von Wulfringhausen |     | Sundern          | 23,20            | 555561454 | Position    | 1993                 |
| | LSG-4613-0029 | Hespetal oberhalb von Bruchhausen |     | Sundern          | 32,13            | 555561455 | Position    | 1993                 |
| | LSG-4613-0030 | Grünlandkomplex nördlich von Estinghausen |     | Sundern          | 19,81            | 555561456 | Position    | 1993                 |
| | LSG-4613-0031 | Enkhauser Bachtal südlich und nördlich der B 229 |     | Sundern          | 69,22            | 555561457 | Position    | 1993                 |
| | LSG-4613-0032 | Flasmecketal nördlich von Langscheid |     | Sundern          | 10,57            | 555561458 | Position    | 1993                 |
| | LSG-4613-0033 | Talraum der Röhr bei Stemel |     | Sundern          | 43,27            | 555561459 | Position    | 1993                 |
| | LSG-4613-0034 | Sorpewiesen „Erlenkamp“ südlich Tiefenhagen |     | Sundern          | 13,66            | 555561460 | Position    | 1993                 |
| | LSG-4613-0035 | Talraum (Unterlauf) des Selmecker Baches |     | Sundern          | 5,99             | 555561461 | Position    | 1993                 |
| | LSG-4613-0036 | Talraum der Settmecke zwischen Settmecke und Seidfeld |     | Sundern          | 35,14            | 555561462 | Position    | 1993                 |
| | LSG-4613-0037 | Stockumer Bachtal zwischen Seidfeld und Stockum einschließlich angrenzender feuchter Grünlandbereiche                                                             |     | Sundern          | 25,09            | 555589531 | Position    | 1993                 |
| | LSG-4613-0038 | Talraum der Flamecke östlich von Sundern |     | Sundern          | 26,43            | 555561464 | Position    | 1993                 |
| | LSG-4613-0039 | Talraum der Asmecke östlich von Seidfeld |     | Sundern          | 12,61            | 555561465 | Position    | 1993                 |
| | LSG-4613-0040 | Röhrtal nördlich von Hachen |     | Sundern          | 27,05            | 555561466 | Position    | 1993                 |
| | LSG-4613-0041 | Nasse Grünlandbrache nordwestlich der Sauerlandklinik |     | Sundern          | 3,93             | 555561467 | Position    | 1993                 |
| | LSG-4613-0042 | Talwiese im Röhrtal zwischen Obergraben und der Röhr |     | Sundern          | 3,95             | 555561468 | Position    | 1993                 |
| | LSG-4613-0043 | Talwiese im Verlauf eines Seitensiepens zur Röhr östlich Hachen                                                                                                   |     | Sundern          | 2,54             | 555561469 | Position    | 1993                 |
| | LSG-4614-0001 | Kreuzberg-Eisenberg |     | Arnsberg         | 7,88             | 555561470 | Position    | 1998                 |
| | LSG-4614-0002 | Wennigloh-Boenkhausen |     | Arnsberg         | 114,24           | 555561471 | Position    | 1998                 |
| | LSG-4614-0003 | Dickenbruch |     | Arnsberg         | 6,71             | 555561472 | Position    | 1998                 |
| | LSG-4614-0004 | Rumbeck |     | Arnsberg         | 89,16            | 555561473 | Position    | 1998                 |
| LSG Arnsberg                                                                                       | LSG-4614-0005 | Mühlenbachtal |     | Arnsberg         | 1,51             | 555561474 | Position    | 1998                 |
| | LSG-4614-0006 | Ennecker Bruch |     | Arnsberg         | 3,86             | 555561475 | Position    | 1998                 |
| | LSG-4614-0007 | Talzug nordöstlich Wennigloh |     | Arnsberg         | 5,71             | 555561476 | Position    | 1998                 |
| | LSG-4614-0008 | Unteres Hellefelder Bachtal |     | Arnsberg         | 2,74             | 555561477 | Position    | 1998                 |
| | LSG-4614-0009 | Eslohe | A   | Eslohe           | 7582,13          | 555561478 |             | 2008                 |
| | LSG-4614-0010 | Gut Blessenohl | B   | Eslohe           | 23,57            | 555561479 |             | 2008                 |
| südlich Wenholthausen bis südlich Gut Blessenohl                                                   | LSG-4614-0011 | Wennetal von südlich Wenholthausen bis südlich Gut Blessenohl | C   | Eslohe           | 28,41            | 555589605 | Position    | 2008                 |
| | LSG-4614-0012 | Kulturlandschaftskomplex nordwestlich Wenholthausen | C   | Eslohe           | 23,57            | 555561481 |             | 2008                 |
| | LSG-4614-0013 | Himmenhagen nordwestlich Freienohl |     | Meschede         | 10,13            | 555561482 | Position    | 1994                 |
| | LSG-4614-0014 | In der Giesmecke |     | Meschede         | 28,09            | 555561483 | Position    | 1994                 |
| | LSG-4614-0015 | Ortsrandlagen südlich und östlich Olpe |     | Meschede         | 53,40            | 555561484 | Position    | 1994                 |
| | LSG-4614-0016 | Westliche Ortsrandlagen von Olpe |     | Meschede         | 64,86            | 555554814 | Position    | 1994                 |
| | LSG-4614-0017 | Ortsnahe Freiflächen nördlich Visbeck |     | Meschede         | 13,76            | 555561485 | Position    | 1994                 |
| | LSG-4614-0018 | Ortsnahe Freiflächen südlich Visbeck |     | Meschede         | 71,23            | 555561486 | Position    | 1994                 |
| | LSG-4614-0019 | Ortsnahe Freiflächen nördlich Berge |     | Meschede         | 19,29            | 555561487 | Position    | 1994                 |
| | LSG-4614-0020 | Ortsnahe Freiflächen südlich Berge |     | Meschede         | 23,44            | 555561488 | Position    | 1994                 |
| | LSG-4614-0021 | Ortsnahe Freiflächen nordwestlich Grevenstein |     | Meschede         | 16,43            | 555561489 | Position    | 1994                 |
| | LSG-4614-0022 | Ortsnahe Freiflächen westlich Grevenstein |     | Meschede         | 46,81            | 555561490 | Position    | 1994                 |
| | LSG-4614-0023 | Talraum Erlenbruch nordwestlich Freienohl |     | Meschede         | 13,56            | 555561491 | Position    | 1994                 |
| | LSG-4614-0024 | Ruhrtal nördlich Freienohl |     | Meschede         | 45,37            | 555561492 | Position    | 1994                 |
| | LSG-4614-0025 | Talraum der Rümmecke |     | Meschede         | 2,18             | 555561493 | Position    | 1994                 |
| LSG Ruhrtal westlich Freienohl                                                                     | LSG-4614-0026 | Ruhrtal westlich Freienohl |     | Meschede         | 14,48            | 555561494 | Position    | 1994                 |
| LSG Ruhrtal und Wennetal bei Wennemen                                                              | LSG-4614-0027 | Ruhrtal und Wennetal bei Wennemen |     | Meschede         | 224,24           | 555561495 | Position    | 1994                 |
| | LSG-4614-0028 | Talraum des Kesselbaches |     | Meschede         | 38,00            | 555561496 | Position    | 1994                 |
| | LSG-4614-0029 | Talraum nördlich Berge |     | Meschede         | 27,03            | 555561497 | Position    | 1994                 |
| | LSG-4614-0030 | Talraum der Resmecke |     | Meschede         | 60,45            | 555561498 | Position    | 1994                 |
| | LSG-4614-0031 | Talraum des Kisbecker Baches |     | Meschede         | 28,78            | 555561499 |             | 1994                 |
| | LSG-4614-0032 | Talraum des Arpebaches |     | Meschede         | 28,89            | 555561500 | Position    | 1994                 |
| | LSG-4614-0033 | Talraum des Enscheider Baches |     | Meschede         | 61,66            | 555561501 | Position    | 1994                 |
| | LSG-4614-0034 | Selscheder Berg südlich Sundern/Erfthagen |     | Sundern          | 32,28            | 555561502 | Position    | 1993                 |
| | LSG-4614-0035 | Selschede |     | Sundern          | 28,57            | 555561503 | Position    | 1993                 |
| | LSG-4614-0036 | Hellefelder Senke |     | Sundern          | 176,04           | 555561504 | Position    | 1993                 |
| | LSG-4614-0037 | Ortsrandlagen Altenhellefeld |     | Sundern          | 36,51            | 555561505 | Position    | 1993                 |
| | LSG-4614-0038 | Östlich exponierte Hangwiese östlich Altenhellefeld |     | Sundern          | 1,20             | 555561506 | Position    | 1993                 |
| | LSG-4614-0039 | Feldflur in nördlicher Ortsrandlage von Linnepe bis zum Rumketal                                                                                                  |     | Sundern          | 5,16             | 555561507 | Position    | 1993                 |
| | LSG-4614-0040 | Feldflur südlich des Linnepetals nordw. Linnepe einschließlich der Ortslage Weninghausen                                                                          |     | Sundern          | 38,52            | 555561508 | Position    | 1993                 |
| | LSG-4614-0041 | Östliche Ortsrandlage unterhalb des Kreuzberg |     | Sundern          | 15,41            | 555561509 | Position    | 1993                 |
| | LSG-4614-0042 | Östliche Ortsrandlage von Niederroehre |     | Sundern          | 2,44             | 555561510 | Position    | 1993                 |
| | LSG-4614-0043 | Südliche Ortsrandlage von Hellefeld |     | Sundern          | 3,99             | 555561511 | Position    | 1993                 |
| | LSG-4614-0044 | Nördlich exponierte Hangwiese zum Rumketal südlich Hellefeld |     | Sundern          | 3,16             | 555561512 | Position    | 1993                 |
| | LSG-4614-0045 | Hanggrünflächen innerhalb eines Seitensiepens zur Linnepe in Ortsrandlage von Erfthagen                                                                           |     | Sundern          | 2,44             | 555561513 | Position    | 1993                 |
| | LSG-4614-0046 | Bönkhauser Bachtal zwischen Bönkhausen und Recklinghausen |     | Sundern          | 27,78            | 555561514 | Position    | 1993                 |
| | LSG-4614-0047 | Talraum der Linnepe zwischen Erfthagen und Gut Schnellenhaus |     | Sundern          | 13,18            | 555561515 | Position    | 1993                 |
| | LSG-4614-0048 | Unteres Mettmecketal nördlich von Schnellenhaus |     | Sundern          | 13,26            | 555561516 | Position    | 1993                 |
| | LSG-4614-0049 | Siepentälchen nördlich von Bruch |     | Sundern          | 4,96             |           | Position    | 1993                 |
| | LSG-4614-0050 | Talraum der Bärmecke bis nach Weninghausen |     | Sundern          | 4,32             |           |             | 1993                 |
| | LSG-4614-0051 | Talraum der Bärmecke bis nach Weninghausen |     | Sundern          | 25,97            | 555561519 |             | 1993                 |
| | LSG-4614-0052 | Röhrtal zwischen Recklinghausen und Endorfer Mühle |     | Sundern          | 16,54            | 555561520 | Position    | 1993                 |
| | LSG-4614-0053 | Röhrtal östlich von Endorf |     | Sundern          | 31,27            | 555561521 | Position    | 1993                 |
| | LSG-4614-0054 | Talraum der Milmke östlich von Westenfeld |     | Sundern          | 25,79            | 555561522 | Position    | 1993                 |
| | LSG-4614-0055 | Linnepetal zwischen Linnepe und Westenfeld |     | Sundern          | 37,44            | 555561523 | Position    | 1993                 |
| | LSG-4614-0056 | Linnepetal zwischen Linnepe und der südlichen Plangrenze |     | Sundern          | 49,59            | 555561524 | Position    | 1993                 |
| | LSG-4614-0057 | Oberes Frenkhauser Bachtal westlich von Herblinghausen |     | Sundern          | 83,11            | 555561525 | Position    | 1993                 |
| | LSG-4614-0058 | Rumketal südlich von Hellefeld |     | Sundern          | 31,43            | 555561526 | Position    | 1993                 |
| | LSG-4614-0059 | Rumketal einschließlich Altenhellefelder Bach |     | Sundern          | 29,51            | 555561527 | Position    | 1993                 |
| | LSG-4614-0060 | Weistebachtal westlich von Westenfeld |     | Sundern          | 5,61             | 555561528 |             | 1993                 |
| | LSG-4614-0061 | Grünlandflächen im Verlauf eines Siepens zwischen Weninghausen und Linnepe                                                                                        |     | Sundern          | 9,23             | 555561529 | Position    | 1993                 |
| | LSG-4614-0062 | Talwiese entlang der L 840 östlich Altenhellefeld |     | Sundern          | 3,44             | 555561530 | Position    | 1993                 |
| | LSG-4615-0001 | Grünlandkomplex um Oesterberge | C   | Eslohe           | 65,98            | 555561531 |             | 2008                 |
| | LSG-4615-0002 | Oberlauf der Kelbke östlich Oesterberge | C   | Eslohe           | 10,60            | 555561532 |             | 2008                 |
| | LSG-4615-0003 | Hangflächen östlich der Hoflage Bockum |     | Meschede         | 26,15            | 555561533 | Position    | 1994                 |
| | LSG-4615-0004 | Heufeld südlich Wennemen |     | Meschede         | 16,07            | 555561534 | Position    | 1994                 |
| | LSG-4615-0005 | Ortsrandlagen südlich von Wennemann |     | Meschede         | 12,23            | 555561535 |             | 1994                 |
| | LSG-4615-0006 | Freiflächen östlich Meschede |     | Meschede         | 42,10            | 555561536 |             | 1994                 |
| | LSG-4615-0007 | Freiflächen südwestlich Heinrichsthal |     | Meschede         | 1,24             | 555561537 |             | 1994                 |
| | LSG-4615-0008 | Drüerberg östlich Meschede |     | Meschede         | 6,91             | 555561538 | Position    | 1994                 |
| | LSG-4615-0009 | Ortsrandlage westlich von Wehrstapel |     | Meschede         | 4,63             | 555561539 | Position    | 1994                 |
| | LSG-4615-0010 | Ortsrandlagen östlich Heinrichsthal |     | Meschede         | 4,78             | 555561540 | Position    | 1994                 |
| | LSG-4615-0011 | Berlaschlade südlich Wehrstapel |     | Meschede         | 7,33             | 555561541 | Position    | 1994                 |
| | LSG-4615-0012 | Hemfeld östlich Berge |     | Meschede         | 3,57             | 555561542 | Position    | 1994                 |
| | LSG-4615-0013 | Freiflächen südlich Remblinghausen |     | Meschede         | 39,90            | 555561543 |             | 1994                 |
| | LSG-4615-0014 | Ortsnahe Freiflächen bei Wallen |     | Meschede         | 239,87           | 555561544 | Position    | 1994                 |
| | LSG-4615-0015 | Knochen südlich Calle |     | Meschede         | 26,72            | 555561545 | Position    | 1994                 |
| | LSG-4615-0016 | Ortsnahe Freiflächen östlich Calle |     | Meschede         | 5,64             | 555561546 | Position    | 1994                 |
| Landschaftsschutzgebiet nördlich von Mülsborn                                                      | LSG-4615-0017 | Ortsnahe Freifläche nördlich und südlich Mülsborn |     | Meschede         | 33,99            | 555561547 | Position    | 1994                 |
| | LSG-4615-0018 | Ortsnahe Freifläche südlich Meschede |     | Meschede         | 3,18             | 555561548 | Position    | 1994                 |
| LSG Ulmecke                                                                                        | LSG-4615-0019 | Ulmecke |     | Meschede         | 12,35            | 555561549 | Position    | 1994                 |
| | LSG-4615-0020 | Ortsnahe Freiflächen zwischen Löttmaringhausen und Beringhausen                                                                                                   |     | Meschede         | 41,23            | 555561550 | Position    | 1994                 |
| | LSG-4615-0021 | Ortsnahe Freiflächen zwischen Vellinghausen und Remblinghausen |     | Meschede         | 99,28            | 555561551 | Position    | 1994                 |
| | LSG-4615-0022 | Rade östlich Löllinghausen |     | Meschede         | 9,55             | 555561552 | Position    | 1994                 |
| | LSG-4615-0023 | Ortsnahe Freiflächen bei Enste |     | Meschede         | 107,34           | 555561553 | Position    | 1994                 |
| | LSG-4615-0024 | Ortsnahe Freiflächen bei Schüren |     | Meschede         | 85,23            | 555561554 | Position    | 1994                 |
| | LSG-4615-0025 | Talraum südlich Wildshausen |     | Meschede         | 11,49            | 555561555 | Position    | 1994                 |
| | LSG-4615-0026 | Ruhrtal östlich Freienohl |     | Meschede         | 3,99             | 555561556 | Position    | 1994                 |
| Tal der Kleinen Steinmecke                                                                         | LSG-4615-0027 | Talraum der Kleinen Steinmecke |     | Meschede         | 25,83            | 555561557 | Position    | 1994                 |
| Kolwederbachtal                                                                                    | LSG-4615-0028 | Talraum des Kohlweder Baches |     | Meschede         | 20,48            | 555561558 | Position    | 1994                 |
| LSG Ruhrtal östlich Meschede und Talraum östlich Eversberg                                         | LSG-4615-0029 | Ruhrtal östlich Meschede und Talraum östlich Eversberg |     | Meschede         | 90,05            | 555561559 | Position    | 1994                 |
| | LSG-4615-0030 | Talraum der Gebke zwischen Wennemen und Stockhausen |     | Meschede         | 9,73             | 555561560 | Position    | 1994                 |
| | LSG-4615-0031 | Ruhrtal südlich Stockhausen |     | Meschede         | 18,31            | 555561561 | Position    | 1994                 |
| | LSG-4615-0032 | Ruhrtal südlich Ensthof |     | Meschede         | 19,27            | 555561562 | Position    | 1994                 |
| | LSG-4615-0033 | Ensterbachtal zwischen Enste und L 743 |     | Meschede         | 8,97             | 555561563 | Position    | 1994                 |
| | LSG-4615-0034 | Ruhrtal bei Hofanlage Laer |     | Meschede         | 13,58            | 555561564 | Position    | 1994                 |
| Talraum der Birmecke                                                                               | LSG-4615-0035 | Talraum der Birmecke |     | Meschede         | 5,52             | 555561565 | Position    | 1994                 |
| LSG Berkeytal                                                                                      | LSG-4615-0036 | Talraum des Berkeybaches südlich Eversberg |     | Meschede         | 3,17             | 555561566 | Position    | 1994                 |
| LSG Meschede Heinrichstal                                                                          | LSG-4615-0037 | Talraum der Surmecke südlich Heinrichsthal |     | Meschede         | 5,68             | 555561567 | Position    | 1994                 |
| | LSG-4615-0038 | Stesser Wiese nördlich Calle |     | Meschede         | 23,48            | 555561568 | Position    | 1994                 |
| Talraum des Schürenbachs östlich von Calle                                                         | LSG-4615-0039 | Talraum des Schürenbaches zwischen Calle und Mülsborn |     | Meschede         | 18,6             | 555561569 | Position    | 1994                 |
| LSG Meschede Kelbketal                                                                             | LSG-4615-0040 | Talraum des Kelbkebaches südlich Calle |     | Meschede         | 59,5             | 555561570 | Position    | 1994                 |
| | LSG-4615-0041 | Talraum des Schürenbaches und Nebental zwischen Mülsborn und Schüren                                                                                              |     | Meschede         | 47,99            | 555561571 |             | 1994                 |
| | LSG-4615-0042 | Talraum südwestlich Meschede |     | Meschede         | 6,00             | 555561572 | Position    | 1994                 |
| | LSG-4615-0043 | Talräume der Kleinen Henne zwischen Meschede und Löttmaringhausen                                                                                                 |     | Meschede         | 8,97             | 555561573 | Position    | 1994                 |
| | LSG-4615-0044 | Talräume der Kleinen Henne und Nebentäler zwischen Löttmaringhausen und Löllinghausen                                                                             |     | Meschede         | 136,84           | 555561574 | Position    | 1994                 |
| | LSG-4615-0045 | Talräume der Kleinen Henne zwischen Löttmaringhausen und Remblinghausen                                                                                           |     | Meschede         | 30,79            | 555561575 | Position    | 1994                 |
| LSG Meschede Wallen                                                                                | LSG-4615-0046 | Talräume Volkenborn südlich Wallen |     | Meschede         | 12,76            | 555561581 | Position    | 1994                 |
| | LSG-4615-0047 | Talräume des Horbaches und Nebentäler südlich Remblinghausen |     | Meschede         | 105,07           | 555561577 | Position    | 1994                 |
| | LSG-4615-0048 | Talraum des Salmensiepen südlich Remblinghausen |     | Meschede         | 12,75            | 555561578 | Position    | 1994                 |
| | LSG-4615-0049 | Talraum der Kleinen Henne zwischen Drasenbeck und Höringhausen |     | Meschede         | 38,30            | 555561579 | Position    | 1994                 |
| | LSG-4615-0050 | Laer |     | Meschede         | 151,25           | 555561580 | Position    | 1994                 |
| | LSG-4615-0051 | Larmecke westlich Bremscheid | C   | Eslohe           | 9,11             |           |             | 2008                 |
| LSG Olsberg                                                                                        | LSG-4616-0001 | Olsberg | A   | Olsberg          | 7940,90          | 555554922 | Position    | 1984                 |
| | LSG-4616-0002 | Kulturlandschaftskomplex Gevelinghausen-Helmeringhausen-Bigge-Olsberg/Südost                                                                                      |     | Olsberg          | 275,57           | 555554923 | Position    | 2004                 |
| | LSG-4616-0003 | Offenlandschaftskomplex Antfeld |     | Olsberg          | 101,35           | 555554924 | Position    | 2004                 |
| | LSG-4616-0004 | Kultur- und Offenlandschaftskomplex Wulmeringhausen |     | Olsberg          | 45,25            | 555554925 | Position    | 2004                 |
| | LSG-4616-0005 | Offenlandschaftskomplex Olsberg-Ost |     | Olsberg          | 64,62            | 555554926 | Position    | 2004                 |
| | LSG-4616-0006 | Elmerborg/Desmecke | B   | Brilon           | 131,44           | 555554927 | Position    | 2008                 |
| | LSG-4616-0007 | Obere Desmecke | C   | Brilon           | 23,33            | 555554928 | Position    | 2008                 |
| | LSG-4616-0012 | Ortsrandlagen nördlich und östlich von Eversberg |     | Meschede         | 61,35            | 555561582 | Position    | 1994                 |
| | LSG-4616-0013 | Freiflächen östlich Eversberg |     | Meschede         | 21,03            | 555561583 | Position    | 1994                 |
| | LSG-4616-0014 | Burghagen südlich Eversberg |     | Meschede         | 5,20             | 555561584 | Position    | 1994                 |
| | LSG-4616-0015 | Ortsnahe Freiflächen Schederberge |     | Meschede         | 29,25            | 555561585 | Position    | 1994                 |
| | LSG-4616-0016 | Ortsnahe Freiflächen zwischen Klause und Mosebolle |     | Meschede         | 46,72            | 555561586 | Position    | 1994                 |
| | LSG-4616-0017 | Hergottsohl östlich Eversberg |     | Meschede         | 12,38            | 555561587 | Position    | 1994                 |
| | LSG-4616-0018 | Talraum des Nierbaches südlich Wehrstapel |     | Meschede         | 14,06            | 555589569 | Position    | 1994                 |
| | LSG-4616-0019 | Talraum des Nierbaches östlich Schederberge |     | Meschede         | 1,29             | 555632942 | Position    | 1994                 |
| | LSG-4616-0020 | Talräume des Nierbaches und Nebentäler bei Blüggelscheid |     | Meschede         | 89,50            | 555561590 | Position    | 1994                 |
| | LSG-4616-0022 | Rodungsinsel Foeckinghausen |     | Bestwig          | 6,52             | 555561591 |             | 2008                 |
| | LSG-4616-0023 | Offenland um Grimlinghausen |     | Bestwig          | 32,90            | 555561592 |             | 2008                 |
| | LSG-4616-0024 | Offenland um die Hauptsiedlungsachse Velmede bis Nuttlar |     | Bestwig          | 200,77           | 555561593 |             | 2008                 |
| | LSG-4616-0025 | Offenlandkomplex um Wasserfall |     | Bestwig          | 59,62            | 555561594 |             | 2008                 |
| | LSG-4616-0026 | Hochfläche um Halbeswig |     | Bestwig          | 29,90            | 555561595 |             | 2008                 |
| | LSG-4616-0027 | Offenland um Ramsbeck und Andreasberg |     | Bestwig          | 99,93            | 555561596 |             | 2008                 |
| | LSG-4616-0028 | Grünlandhänge des Valmetales |     | Bestwig          | 46,56            | 555561597 |             | 2008                 |
| | LSG-4616-0029 | Talsystem des Schlebornbachs |     | Bestwig          | 17,79            | 555561598 |             | 2008                 |
| | LSG-4616-0030 | Talsystem der Valme |     | Bestwig          | 49,70            | 555561599 |             | 2008                 |
| | LSG-4616-0031 | Berlarer Bach/Nierbach |     | Bestwig          | 21,39            | 555561600 |             | 2008                 |
| | LSG-4616-0032 | Unteres Elpetal | C   | Bestwig          | 2,66             | 555561601 | Position    | 2008                 |
| | LSG-4616-0033 | Magergrünland an Ruhr und Valme |     | Bestwig          | 3,64             | 555561602 |             | 2008                 |
| | LSG-4616-0034 | Grünland um die Plästerlegge |     | Bestwig          | 4,94             | 555561603 |             | 2008                 |
| | LSG-4616-0038 | Talraum des Nierbaches südlich Wehrstapel |     | Meschede         | 13,18            | 555589569 |             | 1994                 |
| | LSG-4617-0001 | Offenlandschaftskomplex Elleringhausen |     | Olsberg          | 63,30            | 555554942 | Position    | 2004                 |
| | LSG-4617-0002 | Kultur- und Offenlandschaftskomplex Bruchhausen |     | Olsberg          | 182,61           | 555554943 | Position    | 2004                 |
| | LSG-4617-0003 | Kultur- und Offenlandschaftskomplex Assinghausen-Wiemeringhausen                                                                                                  | B   | Olsberg          | 202,11           | 555554944 |             | 1984                 |
| | LSG-4617-0004 | Südfeld | B   | Brilon           | 131,01           | 555554945 | Position    | 2008                 |
| | LSG-4617-0005 | Freiflächen um Gudenhagen | B   | Brilon           | 33,21            | 555554946 | Position    | 2001                 |
| | LSG-4617-0006 | Freiflächen westlich Hoppecke | B   | Brilon           | 11,64            | 555554947 | Position    | 2001                 |
| | LSG-4617-0007 | Freiflächen östlich Hoppecke | B   | Brilon           | 76,33            | 555554948 | Position    | 2001                 |
| | LSG-4617-0008 | Freiflächen südöstlich des Großen Buttenberges | B   | Brilon           | 24,72            | 555554949 | Position    | 2001                 |
| | LSG-4617-0009 | Freiflächen östlich Bontkirchen | B   | Brilon           | 11,23            | 555554950 | Position    | 2001                 |
| | LSG-4617-0010 | Freiflächen Bontkirchen – Huckeshohl | B   | Brilon           | 34,40            | 555554951 | Position    | 2001                 |
| | LSG-4617-0011 | Freiflächen Plattenberg | B   | Brilon           | 36,17            | 555554952 | Position    | 2001                 |
| | LSG-4617-0012 | Untreue-Seitental | C   | Brilon           | 29,87            | 555554953 | Position    | 2001                 |
| | LSG-4617-0013 | Hoppecketal westlich von Messinghausen | C   | Brilon           | 5,85             | 555554954 | Position    | 2001                 |
| | LSG-4617-0014 | Talsystem südlich Messinghausen | C   | Brilon           | 28,52            | 555554955 | Position    | 2001                 |
| | LSG-4617-0015 | Grünlandflächen nördlich Bontkirchen | C   | Brilon           | 9,58             | 555554956 | Position    | 2001                 |
| | LSG-4617-0016 | Grünlandtälchen westlich Bontkirchen | C   | Brilon           | 4,91             | 555554957 | Position    | 2001                 |
| | LSG-4617-0017 | Hudebachtal | C   | Brilon           | 5,77             | 555554958 | Position    | 2001                 |
| | LSG-4617-0018 | Grünlandtälchen westlich Hoppecke | C   | Brilon           | 3,82             | 555554959 | Position    | 2001                 |
| | LSG-4617-0019 | Lüttmecke-/Hoppecketal | C   | Brilon           | 9,37             | 555554960 | Position    | 2001                 |
| | LSG-4617-0020 | Offenlandflächen südwestlich Brilon | B   | Brilon           | 37,36            | 555561605 | Position    | 2008                 |
| | LSG-4617-0021 | Untreuetal | C   | Brilon           | 1,85             | 555561606 | Position    | 2008                 |
| | LSG-4617-0022 | Grünlandkomplex am Mennenkreuz | C   | Brilon           | 18,16            | 555561607 | Position    | 2008                 |
| | LSG-4617-0023 | Grünlandkomplex am Kirchloh | C   | Brilon           | 53,79            | 555561608 | Position    | 2008                 |
| Landschaftsschutzgebiet Grünlandgürtel am Südfeld                                                  | LSG-4617-0024 | Grünlandgürtel am Südfeld | C   | Brilon           | 54,77            | 555561609 | Position    | 2008                 |
| | LSG-4617-0025 | Einsel/Mückenborn | C   | Brilon           | 20,84            | 555561610 | Position    | 2008                 |
| | LSG-4617-0026 | Grünlandkomplex Burhagen / Drei Steine | C   | Brilon           | 22,09            | 555561611 | Position    | 2008                 |
| | LSG-4617-0027 | Voßkuhle | C   | Brilon           | 52,74            | 555561612 | Position    | 2008                 |
| | LSG-4617-0028 | Hilbringhusen/Wolfsbruch | C   | Brilon           | 4,30             | 555561613 | Position    | 2008                 |
| | LSG-4617-0029 | Grünlandkomplex am Frettholz | C   | Brilon           | 29,03            | 555561614 | Position    | 2008                 |
| | LSG-4618-0001 | Freiflächen Remstoß | B   | Brilon           | 71,63            | 555554961 | Position    | 2001                 |
| | LSG-4618-0002 | Freiflächen bei Hessinghausen | B   | Marsberg         | 24,95            | 555554962 | Position    | 2001                 |
| | LSG-4618-0003 | Freiflächen am Arnstein | B   | Marsberg         | 14,14            | 555554963 | Position    | 2001                 |
| | LSG-4618-0004 | Freiflächen westlich Helminghausen | B   | Marsberg         | 10,59            | 555554964 | Position    | 2001                 |
| | LSG-4618-0005 | Talsystem nordwestlich Helminghausen | C   | Marsberg         | 22,79            | 555554965 | Position    | 2001                 |
| | LSG-4618-0006 | Grünlandtälchen nördlich des Buchhagen | C   | Marsberg         | 4,55             | 555554966 | Position    | 2001                 |
| | LSG-4618-0007 | Düsmecke / Kümecke | C   | Brilon           | 30,50            | 555554967 | Position    | 2001                 |
| | LSG-4618-0008 | Grünlandtälchen westlich Kotthausen | C   | Brilon           | 9,74             | 555554968 | Position    | 2001                 |
| | LSG-4618-0009 | Waldwiesen Hansenberg und Wiedenknapp | C   | Brilon           | 6,64             | 555554969 | Position    | 2001                 |
| | LSG-4618-0010 | Ittertal | C   | Brilon           | 13,99            | 555554970 | Position    | 2001                 |
| | LSG-4618-0011 | Radensberg | C   | Marsberg         | 18,38            | 555561615 | Position    | 2004                 |
| | LSG-4619-0001 | Freiflächen um Borntosten | B   | Marsberg         | 138,21           | 555561616 |             | 2004                 |
| | LSG-4619-0002 | Kleppe | C   | Marsberg         | 4,63             | 555561617 | Position    | 2004                 |
| | LSG-4619-0003 | Magergrünland westlich Borntosten | C   | Marsberg         | 3,99             | 555561618 | Position    | 2004                 |
| | LSG-4713-0002 | Wildewiese |     | Sundern          | 38,53            | 555561628 | Position    | 1993                 |
| | LSG-4713-0003 | Südliche und östliche Ortsrandlagen von Hagen |     | Sundern          | 8,04             | 555561629 | Position    | 1993                 |
| | LSG-4713-0004 | Fünf Teilflächen auf dem Lennegebirgskamm bei Lenscheid |     | Sundern          | 25,07            | 555561630 | Position    | 1993                 |
| | LSG-4713-0005 | Ortsrandlagen von Stockum |     | Sundern          | 5,29             | 555561631 | Position    | 1993                 |
| | LSG-4713-0006 | Talraum der Kolmecke und der Krähe südwestlich von Allendorf einschließlich angrenzender Grünlandbereiche                                                         |     | Sundern          | 76,22            | 555589593 | Position    | 1993                 |
| | LSG-4713-0007 | Sorpetal zwischen Hagen und Allendorf einschließlich eines östlichen Seitensiepens                                                                                |     | Sundern          | 38,61            | 555561633 | Position    | 1993                 |
| | LSG-4713-0008 | Talraum von Selbecke, Königswasser und Schlöterbach südwestlich von Hagen                                                                                         |     | Sundern          | 57,06            | 555561634 | Position    | 1993                 |
| | LSG-4713-0009 | Stockumer Bachtal südlich von Dörnholthausen |     | Sundern          | 12,77            | 555561635 | Position    | 1993                 |
| | LSG-4713-0010 | Talraum von Echler- und Rohrsiepen südöstlich von Hagen |     | Sundern          | 30,95            | 555561636 | Position    | 1993                 |
| | LSG-4713-0011 | Oberes Sorpetal zwischen Hagen und Wildewiese |     | Sundern          | 35,92            | 555561637 | Position    | 1993                 |
| | LSG-4713-0012 | Kleines Grünlandtal südwestlich von Stockum |     | Sundern          | 1,34             | 555561638 | Position    | 1993                 |
| | LSG-4713-0713 | Sorpe- und Stockmecketal südlich Amecke sowie östlich Allendorf                                                                                                   |     | Sundern          | 46,08            | 555561639 | Position    | 1993                 |
| | LSG-4713-0014 | Talraum westlich von Allendorf |     | Sundern          | 36,88            | 555561640 | Position    | 1993                 |
| | LSG-4713-0015 | Grünlandflächen am Felberhof |     | Sundern          | 2,72             | 555561641 | Position    | 1993                 |
| | LSG-4713-0017 | Nasswiesen am Fichtenbrauck westlich von Hüttebrüchen |     | Sundern          | 4,97             | 555561642 | Position    | 1993                 |
| | LSG-4714-0001 | Kulturlandschaftskomplex westlich Wenholthausen | B   | Eslohe           | 140,17           | 555561643 |             | 2008                 |
| | LSG-4714-0002 | Hänge des Salweytales | B   | Eslohe           | 251,13           | 555561644 |             | 2008                 |
| | LSG-4714-0003 | Ortsnahe Freiflächen südlich Grevenstein |     | Meschede         | 7,65             | 555561645 | Position    | 1994                 |
| | LSG-4714-0004 | Hangflächen östlich und südlich Sieperting | B   | Eslohe           | 1,19             | 555561646 |             | 2008                 |
| | LSG-4714-0005 | Unterhänge des Marpetales zwischen Sieperting und Kückelheim | B   | Eslohe           | 14,87            | 555561647 |             | 2008                 |
| | LSG-4714-0006 | Offenlandbereiche nördlich und südlich Nieder-Marpe | B   | Eslohe           | 40,76            | 555561648 |             | 2008                 |
| | LSG-4714-0007 | Hänge des Esselbachtales bei Bremscheid, Isingheim, Bockheim und nördlich Cobbenrode                                                                              | B   | Eslohe           | 57,36            | 555561649 |             | 2008                 |
| | LSG-4714-0008 | Offenlandbereiche um Obermarpe | B   | Eslohe           | 38,66            | 555561650 |             | 2008                 |
| | LSG-4714-0009 | Ortsrandlage Cobbenrode | B   | Eslohe           | 25,67            | 555561651 |             | 2008                 |
| | LSG-4714-0010 | Ortsrandlage und freie Hangbereiche bei Kückelheim | B   | Eslohe           | 13,54            | 555561652 |             | 2008                 |
| | LSG-4714-0011 | Hänge des Hengsbecker Bachtales südöstlich Bremscheid | B   | Eslohe           | 41,42            | 555589465 |             | 2008                 |
| | LSG-4714-0012 | Offenland um Larmecke | B   | Eslohe           | 19,94            | 555561654 |             | 2008                 |
| | LSG-4714-0013 | Offenlandrest am Unterhang des Dormecketales südlich Dormecke | B   | Eslohe           | 1,60             | 555561655 |             | 2008                 |
| | LSG-4714-0014 | Hänge des Dormecketales um Dormecke | B   | Eslohe           | 27,91            | 555561656 |             | 2008                 |
| | LSG-4714-0015 | Mathmeckebach westlich Wenholthausen | C   | Eslohe           | 7,91             | 555561657 |             | 2008                 |
| | LSG-4714-0016 | Henninghauser Bach und Zufluss zwischen Quellbereich bei Wohnplatz Herscheid und Bockheim                                                                         | C   | Eslohe           | 38,77            | 555589463 |             | 2008                 |
| | LSG-4714-0017 | Salwey von westlich Ketten Wulf bis Sallinghausen mit Mündungsbereich des Esselbaches                                                                             | C   | Eslohe           | 20,57            | 555561659 | Position    | 2008                 |
| | LSG-4714-0018 | Salwey von Plangebietsgrenze bei Schliprüthener Mühle bis östlich Sieperting                                                                                      | C   | Eslohe           | 55,32            | 555561660 | Position    | 2008                 |
| | LSG-4714-0019 | Esselbach und Zuflüsse zwischen Eslohe und Bremscheid | C   | Eslohe           | 24,00            | 555589442 |             | 2008                 |
| | LSG-4714-0020 | Marpebach zwischen Sieperting und Kückelheim | C   | Eslohe           | 24,76            | 555561662 |             | 2008                 |
| | LSG-4714-0021 | Marpebach von südlich Nieder-Marpe bis Kückelheim mit angrenzendem Hangmagergrünland                                                                              | C   | Eslohe           | 33,45            | 555561663 |             | 2008                 |
| | LSG-4714-0022 | Offene Siepentalflächen nördlich Niedersalwey | C   | Eslohe           | 2,75             | 555561664 |             | 2008                 |
| | LSG-4714-0023 | Romkebach südlich Obersalwey | C   | Eslohe           | 12,20            | 555561665 |             | 2008                 |
| | LSG-4714-0024 | Wickenbruch und offene Talabschnitte am Nordabfall der Homert | C   | Eslohe           | 4,30             | 555561666 | Position    | 2008                 |
| | LSG-4714-0025 | Quellregion mit Zuflüssen und Oberlauf der Marpe um Obermarpe | C   | Eslohe           | 32,57            | 555561667 |             | 2008                 |
| | LSG-4714-0026 | Kuelmecke nordwestlich Kückelheim | C   | Eslohe           | 5,14             | 555561668 |             | 2008                 |
| | LSG-4714-0027 | Ramscheid westlich Kückelheim | C   | Eslohe           | 12,74            | 555561669 |             | 2008                 |
| | LSG-4714-0028 | Dormecke und Zufluss von westlich Dormecke bis Kückelheim | C   | Eslohe           | 13,34            | 555561670 |             | 2008                 |
| | LSG-4714-0030 | Esselbach zwischen Cobbenrode und Bremscheid | C   | Eslohe           | 33,29            | 555561671 |             | 2008                 |
| | LSG-4714-0031 | Am Eimberg |     | Meschede         | 1,95             | 555561672 | Position    | 1994                 |
| | LSG-4714-0032 | Talraum südwestlich Grevenstein |     | Meschede         | 8,54             | 555561673 | Position    | 1994                 |
| | LSG-4714-0033 | Talraum südlich Grevenstein |     | Meschede         | 2,59             | 555561674 | Position    | 1994                 |
| | LSG-4714-0034 | Talraum des Seilbaches |     | Meschede         | 3,05             | 555561675 | Position    | 1994                 |
| | LSG-4714-0035 | Röhrenspring |     | Sundern          | 19,41            | 555561676 | Position    | 1993                 |
| | LSG-4714-0036 | Ortsrandlagen Meinkenbracht |     | Sundern          | 12,14            | 555561677 |             | 1993                 |
| | LSG-4714-0037 | Ortsrandlagen von Endorf |     | Sundern          | 46,41            | 555561678 | Position    | 1993                 |
| | LSG-4714-0038 | Ortsrandlagen Bönkhausen |     | Sundern          | 6,68             | 555561679 | Position    | 1993                 |
| | LSG-4714-0039 | Oberes Waldbachtal zwischen Endorf und dem Wanderparkplatz nördlich von Haus Gehren                                                                               |     | Sundern          | 35,03            | 555561680 | Position    | 1993                 |
| | LSG-4714-0040 | Rackenbachtal westlich von Meinkenbracht |     | Sundern          | 10,75            | 555561681 | Position    | 1993                 |
| | LSG-4714-0041 | Röhrtal unterhalb von Brenschede |     | Sundern          | 10,50            | 555561682 | Position    | 1993                 |
| | LSG-4714-0042 | Oberlauf des Seilbachtales östlich von Meinkenbracht |     | Sundern          | 12,26            | 555561683 | Position    | 1993                 |
| | LSG-4714-0043 | Romecketal südöstlich von Meinkenbracht |     | Sundern          | 18,05            | 555561684 | Position    | 1993                 |
| | LSG-4714-0044 | Talwiese nordöstlich von Röhrenspring |     | Sundern          | 1,38             | 555561685 | Position    | 1993                 |
| | LSG-4714-0045 | Hohlenbrucher Bach westlich Cobbenrode | B   | Eslohe           | 2,04             | 555561686 |             | 2008                 |
| | LSG-4715-0001 | Pamecke südlich Kirchrarbach | C   | Schmallenberg    | 3,05             | 555561687 | Position    | 2008                 |
| | LSG-4715-0002 | Ortsrandlage Bad Fredeburg | B   | Schmallenberg    | 73,76            | 555561688 | Position    | 2005                 |
| | LSG-4715-0003 | Schmallenberg Nordwest | A   | Schmallenberg    | 7162,87          | 555561689 | Position    | 2008                 |
| | LSG-4715-0004 | Ortsrandlage Mönekind | B   | Schmallenberg    | 13,13            | 555561690 | Position    | 2008                 |
| | LSG-4715-0005 | Offenlandbereich Steimel nördlich Kirchrarbach | B   | Schmallenberg    | 18,39            | 555561691 | Position    | 2008                 |
| | LSG-4715-0006 | Offenlandbereiche um Sögtrop | B   | Schmallenberg    | 29,68            | 555561692 | Position    | 2008                 |
| | LSG-4715-0007 | Offenlandbereich Twismecke nordwestlich Nierentrop | B   | Schmallenberg    | 33,47            | 555561693 | Position    | 2008                 |
| | LSG-4715-0008 | Ortsrandlage Kirchrarbach | B   | Schmallenberg    | 50,65            | 555561694 | Position    | 2008                 |
| | LSG-4715-0009 | Ortsrandlage Nierentrop | B   | Schmallenberg    | 49,10            | 555561695 | Position    | 2008                 |
| | LSG-4715-0010 | Offenlandbereiche um Niederhenneborn | B   | Schmallenberg    | 84,34            | 555561696 | Position    | 2008                 |
| | LSG-4715-0011 | Ortsrandlage Hanxleden | B   | Schmallenberg    | 4,41             | 555561697 | Position    | 2008                 |
| | LSG-4715-0012 | Ortsrandlage Föckinghausen | B   | Schmallenberg    | 22,43            | 555561698 | Position    | 2008                 |
| | LSG-4715-0013 | Offenlandbereich südöstlich Föckinghausen | B   | Schmallenberg    | 11,15            | 555561699 | Position    | 2008                 |
| | LSG-4715-0014 | Offenlandbereiche um Oberrarbach | B   | Schmallenberg    | 35,70            | 555561700 | Position    | 2008                 |
| | LSG-4715-0015 | Offenland bei Sellmecke | B   | Schmallenberg    | 37,61            | 555561701 | Position    | 2008                 |
| Landschaftsschutzgebiet Offenlandbereiche um Oberhenneborn                                         | LSG-4715-0016 | Offenlandbereiche um Oberhenneborn | B   | Schmallenberg    | 131,91           | 555561702 | Position    | 2008                 |
| | LSG-4715-0017 | Offenlandbereiche um Altenilpe | B   | Schmallenberg    | 87,25            | 555561703 | Position    | 2008                 |
| | LSG-4715-0018 | Ortsrandlage Sellinghausen | B   | Schmallenberg    | 35,27            | 555561704 | Position    | 2008                 |
| | LSG-4715-0019 | Offenlandbereich Lehmke nordwestlich Altenilpe | B   | Schmallenberg    | 17,16            | 555561705 | Position    | 2008                 |
| | LSG-4715-0020 | Offenlandbereich Kleinsorge östlich Nierentrop | B   | Schmallenberg    | 27,74            | 555561706 | Position    | 2008                 |
| | LSG-4715-0021 | Offenlandbereich Hengsiepen nördlich Altenilpe | B   | Schmallenberg    | 1,23             | 555561707 | Position    | 2008                 |
| | LSG-4715-0022 | Offenlandinsel beim Quellbereich der Kleinen Ilpe südwestlich von Niederhenneborn                                                                                 | B   | Schmallenberg    | 7,59             | 555561708 | Position    | 2008                 |
| | LSG-4715-0023 | Offenlandbereiche um Kirchilpe | B   | Schmallenberg    | 51,59            | 555561709 | Position    | 2008                 |
| | LSG-4715-0024 | Offenlandbereich Kuhberg nordwestlich Dorlar | B   | Schmallenberg    | 4,72             | 555561710 | Position    | 2008                 |
| | LSG-4715-0025 | Ortsrandlage Dorlar | B   | Schmallenberg    | 94,46            | 555561711 | Position    | 2008                 |
| | LSG-4715-0026 | Offenlandbereiche um Mailar | B   | Schmallenberg    | 97,36            | 555561712 | Position    | 2008                 |
| | LSG-4715-0027 | Offenlandbereiche um Grimminghausen | B   | Schmallenberg    | 57,93            | 555561713 | Position    | 2008                 |
| | LSG-4715-0028 | Offenland um Menkhausen | B   | Schmallenberg    | 68,42            | 555561714 | Position    | 2008                 |
| | LSG-4715-0029 | Offenlandbereiche um Niederberndorf | B   | Schmallenberg    | 126,85           | 555561715 | Position    | 2008                 |
| | LSG-4715-0030 | Offenlandbereiche um Heiminghausen | B   | Schmallenberg    | 63,40            | 555561716 | Position    | 2008                 |
| | LSG-4715-0031 | Gewässersystem des Willohsiepens und des Rosentalsiepens mit namenlosem Zufluss nordöstlich Mönekind mit angrenzendem Hangmagergrünland nördlich Mönekind         | C   | Schmallenberg    | 31,75            | 555589453 | Position    | 2008                 |
| | LSG-4715-0032 | Schwormecke und Abschnitt des Rarbaches nörd- und westlich Sögtrop mit benachbartem Hangmagergrünland                                                             | C   | Schmallenberg    | 18,99            | 555589504 | Position    | 2008                 |
| | LSG-4715-0033 | Stockeisiepen zwischen Mönekind und Sögtrop | C   | Schmallenberg    | 6,03             | 555561719 | Position    | 2008                 |
| | LSG-4715-0034 | Abschnitte des Rarbaches von Hanxleden bis südlich Oberrarbach | C   | Schmallenberg    | 29,89            | 555561720 | Position    | 2008                 |
| Hennetal                                                                                           | LSG-4715-0035 | Oberlauf der Henne südöstlich Oberhenneborn | C   | Schmallenberg    | 22,84            | 555561721 | Position    | 2008                 |
| | LSG-4715-0036 | Buchhagener Bach südlich Oberhenneborn | C   | Schmallenberg    | 17,10            | 378131    | Position    | 2008                 |
| | LSG-4715-0037 | Abschnitte der Henne von Oberhenneborn bis nördlich Niederhenneborn                                                                                               | C   | Schmallenberg    | 18,75            | 378313    | Position    | 2008                 |
| | LSG-4715-0038 | Sellmecke südlich Kirchrarbach | C   | Schmallenberg    | 16,34            | 378337    | Position    | 2008                 |
| | LSG-4715-0039 | Quellbereich des Hengsbecker Baches | C   | Schmallenberg    | 3,42             | 378338    | Position    | 2008                 |
| | LSG-4715-0040 | Bermecke | C   | Schmallenberg    | 9,67             | 378343    | Position    | 2008                 |
| | LSG-4715-0041 | Quellmulde der Kleinen Ilpe südöstlich Kirchilpe | C   | Schmallenberg    | 7,56             | 378380    | Position    | 2008                 |
| | LSG-4715-0042 | Abschnitt der Ilpe mit Kleiner Ilpe, Hengsiepen und Hallebach von der Quelle bis zur Grenze der Gemeinde Eslohe mit angrenzendem Hangmagergrünland bei Nierentrop | C   | Schmallenberg    | 69,38            | 555589425 | Position    | 2008                 |
| | LSG-4715-0043 | Leiße mit namenlosen Zuflüssen und Landenbecker Siepen | C   | Schmallenberg    | 108,07           | 378394    | Position    | 2008                 |
| | LSG-4715-0044 | Teipeln Siepen östlich Dorlar | C   | Schmallenberg    | 7,86             | 378396    | Position    | 2008                 |
| | LSG-4715-0045 | Wenneaue von Niederberndorf bis nördlich Grimminghausen | C   | Schmallenberg    | 43,76            | 378413    | Position    | 2008                 |
| | LSG-4715-0046 | Siepenoberlauf mit Quellbereichen östlich Mailar | C   | Schmallenberg    | 3,16             | 378421    | Position    | 2008                 |
| | LSG-4715-0047 | Quellenreicher Grünlandkomplex nordöstlich Altenilpe | C   | Schmallenberg    | 25,29            | 378427    | Position    | 2008                 |
| | LSG-4715-0048 | Gewann Passel nordöstlich Wenholthausen | B   | Eslohe           | 6,49             | 378432    |             | 2008                 |
| | LSG-4715-0049 | Kulturlandschaftskomplex östlich Wenholthausen | B   | Eslohe           | 93,86            | 378433    |             | 2008                 |
| | LSG-4715-0050 | Freiflächen Thülener Bruch / Schwarzes Haupt / Rösenbeck |     | Brilon           | 403,45           | 378435    | Position    | 2001                 |
| | LSG-4715-0051 | Ortsrandlage Sallinghausen | B   | Eslohe           | 8,31             | 378442    |             | 2008                 |
| | LSG-4715-0052 | Offenlandbereiche um Henninghausen | B   | Eslohe           | 27,92            | 378443    |             | 2008                 |
| | LSG-4715-0053 | Ortsrandlage Eslohe | B   | Eslohe           | 64,87            | 378445    |             | 2008                 |
| | LSG-4715-0054 | Ortsrandlage Lüdingheim und angrenzende Unterhänge des Kränzkenbachtales                                                                                          | B   | Eslohe           | 30,22            | 378449    |             | 2008                 |
| | LSG-4715-0055 | Ortsnahe Freiflächen bei Erflinghausen |     | Meschede         | 23,58            | 378460    | Position    | 1994                 |
| | LSG-4715-0056 | Talraum Bruch südlich Schüren |     | Meschede         | 20,19            | 378462    | Position    | 1994                 |
| | LSG-4715-0057 | Talraum Rosental südlich Einhaus |     | Meschede         | 5,01             | 378463    | Position    | 1994                 |
| | LSG-4715-0058 | Talraum südlich Köttinghausen |     | Meschede         | 17,99            | 378465    | Position    | 1994                 |
| | LSG-4715-0059 | Talräume der Illmecke und Bieke |     | Meschede         | 21,09            | 378470    | Position    | 1994                 |
| | LSG-4715-0060 | Talräume zwischen Mielinghausen und Erflinghausen |     | Meschede         | 32,46            | 378472    | Position    | 1994                 |
| | LSG-4715-0061 | Freiflächen westlich Horbach |     | Meschede         | 57,98            | 378475    | Position    | 1994                 |
| | LSG-4715-0062 | Ennert |     | Meschede         | 15,98            | 378486    | Position    | 1994                 |
| | LSG-4715-0063 | Trebusch südlich Wulstern |     | Meschede         | 18,07            | 378502    | Position    | 1994                 |
| | LSG-4715-0064 | Sterkenbruch östlich Wulstern |     | Meschede         | 13,93            | 378503    | Position    | 1994                 |
| | LSG-4715-0065 | Freiflächen bei Einhaus |     | Meschede         | 2,30             | 378504    | Position    | 1994                 |
| | LSG-4715-0066 | Freiflächen westlich Bonacker |     | Meschede         | 17,59            | 378518    | Position    | 1994                 |
| | LSG-4715-0067 | Offenlandbereiche um Oberlandenbeck | B   | Eslohe           | 36,65            | 378522    |             | 2008                 |
| | LSG-4715-0068 | Ortsrandlage Hengsbeck mit freien Hangbereichen des Hengsbecker Bachtales                                                                                         | B   | Eslohe           | 37,28            | 378529    |             | 2008                 |
| | LSG-4715-0069 | Plateau zwischen Büenfeld und Oesterberge | B   | Eslohe           | 92,87            | 378532    |             | 2008                 |
| | LSG-4715-0070 | Offenlandbereich Büenfeld | B   | Eslohe           | 120,30           | 378533    |             | 2008                 |
| | LSG-4715-0071 | Offenlandbereiche um Friedrichstal | B   | Eslohe           | 16,13            | 378535    |             | 2008                 |
| | LSG-4715-0072 | Offenlandbereich Büemke | B   | Eslohe           | 54,33            | 378537    |             | 2008                 |
| | LSG-4715-0073 | Ortsrandlagen mit Hängen des Hennetales um Nichtinghausen und Herhagen                                                                                            | B   | Eslohe           | 145,10           | 378538    |             | 2008                 |
| | LSG-4715-0074 | Ortsrandlage Landenbeck | B   | Eslohe           | 25,96            | 378540    |             | 2008                 |
| | LSG-4715-0075 | Reister Senke zwischen Reiste und Bremke | B   | Eslohe           | 279,03           | 378541    |             | 2008                 |
| | LSG-4715-0076 | Offenlandbereich zwischen Bremke und Frielinghausen | B   | Eslohe           | 30,45            | 378542    |             | 2008                 |
| | LSG-4715-0077 | Offenlandbereiche bei Twismecke | B   | Eslohe           | 4,45             | 378545    |             | 2008                 |
| | LSG-4715-0078 | Offenlandbereiche westlich und südlich Lochtrop | B   | Eslohe           | 4,45             | 555589494 |             | 2008                 |
| | LSG-4715-0079 | Offene Hangbereiche nördlich und westlich Niederlandenbeck | B   | Eslohe           | 31,20            | 378551    |             | 2008                 |
| | LSG-4715-0080 | Büemker Bachtal am östlichen Ortsrand von Wenholthausen | C   | Eslohe           | 1,97             | 378556    |             | 2008                 |
| | LSG-4715-0081 | Magergrünland an Hängen östlich Wenholthausen | C   | Eslohe           | 12,48            | 378559    |             | 2008                 |
| | LSG-4715-0082 | Quellbereich und Oberlauf des Habbecker Siepens südwestlich Wenholthausen                                                                                         | C   | Eslohe           | 4,59             | 378563    |             | 2008                 |
| | LSG-4715-0083 | Silpke östlich Wenholthausen | C   | Eslohe           | 4,45             | 378564    |             | 2008                 |
| | LSG-4715-0084 | Kerbtal nordöstlich Friedrichstal | C   | Eslohe           | 1,66             | 378565    |             | 2008                 |
| | LSG-4715-0085 | Oberlauf des Büemker Baches | C   | Eslohe           | 6,04             | 378566    |             | 2008                 |
| | LSG-4715-0086 | Wenne mit Zufluss bei Haus Wenne | C   | Eslohe           | 25,81            | 378569    | Position    | 2008                 |
| | LSG-4715-0087 | Wenne zwischen Frielinghausen und Kläranlage Bremke | C   | Eslohe           | 12,93            | 378574    | Position    | 2008                 |
| | LSG-4715-0088 | Düpke nordwestlich Frielinghausen | C   | Eslohe           | 4,62             | 378581    |             | 2008                 |
| | LSG-4715-0089 | Leiße südöstlich Frielinghausen | C   | Eslohe           | 5,41             | 555589482 |             | 2008                 |
| | LSG-4715-0090 | Ilpe östlich Frielinghausen | C   | Eslohe           | 18,31            | 378583    |             | 2008                 |
| | LSG-4715-0091 | Reismecke und kleine Zuflüsse von östlich Reiste bis Bremke | C   | Eslohe           | 32,50            | 378588    |             | 2008                 |
| | LSG-4715-0092 | Henne und Zuflüsse von südlich Landenbeck bis Herhagen | C   | Eslohe           | 42,44            | 378589    |             | 2008                 |
| | LSG-4715-0093 | Henne und Zuflüsse von Herhagen bis nördlich Nichtinghausen | C   | Eslohe           | 35,44            | 378590    |             | 2008                 |
| | LSG-4715-0094 | Hengsbecker Bach vom Quellbereich nördlich Landenbeckerbruch bis Bremscheid                                                                                       | C   | Eslohe           | 87,71            | 378593    |             | 2008                 |
| | LSG-4715-0095 | Wenne und Zufluss bei Lochtrop | B   | Eslohe           | 16,37            | 378594    | Position    | 2008                 |
| | LSG-4715-0096 | Kränzgenbach vom Quellgebiet südlich Oberlandenbeck bis Isingheim                                                                                                 | C   | Eslohe           | 29,91            | 555589473 |             | 2008                 |
| | LSG-4716-0001 | Schmallenberg Süd-Ost | A   | Schmallenberg    | 11.293,85        | 555555146 | Position    | 2005                 |
| | LSG-4716-0002 | Offenland um Brabecke | B   | Schmallenberg    | 152,22           | 555555147 | Position    | 2005                 |
| | LSG-4716-0003 | Restgrünland um Gellinghausen und Offenlandinseln südlich Gellinghausen bis Rimberg                                                                               | B   | Schmallenberg    | 43,19            | 555555148 | Position    | 2005                 |
| | LSG-4716-0004 | Offenlandinsel Osterwald | B   | Schmallenberg    | 59,24            | 555555149 | Position    | 2005                 |
| | LSG-4716-0005 | Hanggrünland im Sorpetal | B   | Schmallenberg    | 163,07           | 555555150 | Position    | 2005                 |
| | LSG-4716-0006 | Bödefelder Mulde | B   | Schmallenberg    | 499,21           | 555555151 | Position    | 2005                 |
| | LSG-4716-0007 | Hanggrünland im Valmetal | B   | Schmallenberg    | 1,99             | 555555152 | Position    | 2005                 |
| | LSG-4716-0008 | Brabecke und Gellinghauser Bach mit Seitentälern von nördlich Brabecke bis Osterwald und südlich Bödefeld                                                         | C   | Schmallenberg    | 101,48           | 555589435 | Position    | 2005                 |
| | LSG-4716-0009 | Valmetal nördlich und südlich Lanfert | C   | Schmallenberg    | 35,08            | 555555154 | Position    | 2005                 |
| | LSG-4716-0010 | Walbecketal südlich Walbecke | C   | Schmallenberg    | 8,65             | 555555155 | Position    | 2005                 |
| | LSG-4716-0011 | Sorpetal mit Seitentälern | C   | Schmallenberg    | 82,38            | 378596    | Position    | 2005                 |
| Oberlauf der Kleinen Henne                                                                         | LSG-4716-0012 | Oberlauf der Kleinen Henne nordwestlich Westernbödefeld | C   | Schmallenberg    | 11,75            | 378598    | Position    | 2005                 |
| | LSG-4716-0013 | Magergrünlandparzellen an Hängen im Sorpetal | C   | Schmallenberg    | 7,12             | 378599    | Position    | 2005                 |
| | LSG-4716-0014 | Offenlandbereiche um Dornheim | B   | Schmallenberg    | 60,06            | 378600    | Position    | 2008                 |
| | LSG-4716-0015 | Offenlandbereich Rimberg | B   | Schmallenberg    | 4,64             | 378601    | Position    | 2008                 |
| | LSG-4716-0016 | Dornheimer Bach nörd- und südlich Dornheim | C   | Schmallenberg    | 15,94            | 378602    | Position    | 2008                 |
| | LSG-4716-0017 | Talsystem der Neger | C   | Winterberg       | 26,53            | 378603    | Position    | 2005                 |
| | LSG-4716-0018 | Talraum Kleine Henne südlich Höringhausen |     | Meschede         | 7,13             | 378607    | Position    | 1994                 |
| | LSG-4716-0019 | Talräume der Bieke und der Kleinen Henne bei Bonacker |     | Meschede         | 21,20            | 378608    | Position    | 1994                 |
| | LSG-4716-0020 | Twilmecker Feld |     | Bestwig          | 7,54             | 378610    |             | 2008                 |
| | LSG-4716-0021 | Rodungsinseln zwischen Scheidt und Hohenstein |     | Bestwig          | 15,91            | 378611    |             | 2008                 |
| | LSG-4716-0022 | Bödefelder Mulde | B   | Winterberg       | 454,27           | 555555151 |             | 2005                 |
| | LSG-4716-0023 | Grünlandhänge und -plateaus um Altastenberg – Neuastenberg – Langewiese – Hoheleye – Mollseifen                                                                   | B   | Winterberg       | 140,23           | 555589460 |             | 2005                 |
| | LSG-4716-0024 | Talsystem der Elpe | C   | Winterberg       | 20,98            | 378614    | Position    | 2005                 |
| | LSG-4716-0025 | Winterberg | A   | Winterberg       | 8779,91          | 378617    | Position    | 2005                 |
| | LSG-4716-0026 | Kultur- und Offenlandschaftskomplex Brunskappel |     | Olsberg          | 89,84            | 378618    | Position    | 1984                 |
| | LSG-4716-0027 | Offenlandschaftskomplex Elpe |     | Olsberg          | 184,43           | 378619    | Position    | 1984                 |
| | LSG-4716-0028 | Offenlandschaftskomplex Heinrichsdorf |     | Olsberg          | 25,17            | 378620    | Position    | 1984                 |
| | LSG-4717-0001 | Medebach |     | Medebach         | 4461,14          | 555555156 | Position    | 1983                 |
| | LSG-4717-0002 | Kulturlandschaftskomplex Küstelberg |     | Medebach         | 107,56           | 555555157 | Position    | 1983                 |
| | LSG-4717-0003 | Kulturlandschaftskomplex Deifeld-Wissinghausen |     | Medebach         | 89,76            | 555555158 | Position    | 1983                 |
| | LSG-4717-0004 | Rodungsinsel Rennefeld |     | Medebach         | 18,94            | 555555159 | Position    | 1983                 |
| | LSG-4717-0005 | Medebacher Norden: Düdinghauser Hochmulde, Talräume und Hangflächen                                                                                               |     | Medebach         | 926,19           | 555555160 | Position    | 1983                 |
| | LSG-4717-0006 | Rodungsinsel Sperrenberg | B   | Olsberg          | 9,11             | 555555161 | Position    | 1984                 |
| | LSG-4717-0007 | Offenland um Niedersfeld | B   | Winterberg       | 86,88            | 378632    |             | 2005                 |
| | LSG-4717-0008 | Kulturlandschaftskomplex Grönebach – Hildfeld | B   | Winterberg       | 293,36           | 378634    |             | 2005                 |
| | LSG-4717-0009 | Hang- und Hochlagen um Winterberg und Elkeringhausen | B   | Winterberg       | 115,17           | 378641    |             | 2005                 |
| | LSG-4717-0010 | Ellenberg | C   | Winterberg       | 9,38             | 378644    | Position    | 2005                 |
| | LSG-4717-0011 | Niedersfelder Ruhr und Seitentäler | C   | Winterberg       | 31,70            | 378647    | Position    | 2005                 |
| | LSG-4717-0012 | Hillebach-Zuläufe und Grünlandkomplex bei Hildfeld | C   | Winterberg       | 48,60            | 378654    | Position    | 2005                 |
| | LSG-4717-0013 | Eschenberg | C   | Winterberg       | 17,49            | 378660    | Position    | 2005                 |
| | LSG-4717-0014 | Hengstkopf | C   | Winterberg       | 4,96             | 378663    | Position    | 2005                 |
| | LSG-4717-0015 | Grünlandinseln um Winterberg | C   | Winterberg       | 99,66            | 378665    | Position    | 2005                 |
| | LSG-4718-0001 | Kulturlandschaftskomplex Auf der Wede nördlich Düdinghausen |     | Medebach         | 39,79            | 555555162 | Position    | 1983                 |
| | LSG-4718-0002 | Offenlandschaftskomplex Düdinghausen – Referinghausen – Oberschledorn                                                                                             |     | Medebach         | 239,43           | 555555163 | Position    | 1983                 |
| | LSG-4718-0003 | Kulturlandschaftskomplex Medebach |     | Medebach         | 620,35           | 555555164 | Position    | 1983                 |
| | LSG-4814-0001 | Offenlandbereiche um Gleierhaus südlich Bracht | B   | Schmallenberg    | 20,38            | 378683    | Position    | 2008                 |
| Landschaftsschutzgebiet Ortsrandlage Bracht                                                        | LSG-4814-0002 | Ortsrandlage Bracht | B   | Schmallenberg    | 99,19            | 378685    | Position    | 2008                 |
| | LSG-4814-0003 | Offenlandbereiche um Hebbecke und Rotbusch südwestlich Bracht | B   | Schmallenberg    | 19,98            | 378687    | Position    | 2008                 |
| | LSG-4814-0004 | Elsmecke und angrenzende Quellmulde nordwestlich Bracht | C   | Schmallenberg    | 22,02            | 378696    | Position    | 2008                 |
| | LSG-4814-0005 | Offenlandbereiche um Schwartmecke und Leckmart | B   | Eslohe           | 78,35            | 378701    |             | 2008                 |
| | LSG-4814-0006 | Quellbereich des Gleierbaches und namenloser Zufluss nahe Gleierhaus südlich Bracht                                                                               | C   | Schmallenberg    | 8,94             | 378704    | Position    | 2008                 |
| | LSG-4814-0007 | Abschnitte des Hebbecker Siepen südwestlich Bracht | C   | Schmallenberg    | 7,78             | 378707    | Position    | 2008                 |
| | LSG-4814-0008 | Quellbereich des Lehmkuhler Siepens beim Wohnplatz Fleper | B   | Eslohe           | 6,23             | 378708    |             | 2008                 |
| | LSG-4814-0009 | Vossel mit Zuflüssen südlich Cobbenrode | B   | Eslohe           | 45,98            | 378714    |             | 2008                 |
| | LSG-4814-0010 | Quellregion und Oberlauf der Schwartmecke westlich Wohnplatz Schwartmecke                                                                                         | A   | Eslohe           | 9,33             | 378721    |             | 2008                 |
| | LSG-4815-0001 | Offenlandhänge um Gleidorf | B   | Schmallenberg    | 73,81            | 378726    | Position    | 2005                 |
| | LSG-4815-0002 | Ortsrandlage und Offenlandbereiche um Schmallenberg | B   | Schmallenberg    | 143,52           | 378727    | Position    | 2005                 |
| | LSG-4815-0003 | Kulturlandschafts- und Offenlandkomplex um Holthausen | B   | Schmallenberg    | 316,11           | 378728    | Position    | 2005                 |
| Grafschaft                                                                                         | LSG-4815-0004 | Offenlandmulde Grafschaft – Almert | B   | Schmallenberg    | 241,80           | 378730    | Position    | 2005                 |
| | LSG-4815-0005 | Ortsrandlage Hundesossen | B   | Schmallenberg    | 23,44            | 386283    | Position    | 2005                 |
| | LSG-4815-0006 | Ortsrandlage und Restgrünland um Lenne | B   | Schmallenberg    | 39,80            | 386284    | Position    | 2005                 |
| Jagdhaus                                                                                           | LSG-4815-0007 | Rodungsinsel Jagdhaus | B   | Schmallenberg    | 17,26            | 386285    | Position    | 2005                 |
| | LSG-4815-0008 | Sommerseite und Ortsrandlage Latrop | B   | Schmallenberg    | 61,03            | 386286    | Position    | 2005                 |
| | LSG-4815-0009 | Ortsrandlage und Hanggrünland um Winkhausen und Oberkirchen | B   | Schmallenberg    | 109,06           | 386287    | Position    | 2005                 |
| | LSG-4815-0010 | Landwirtschaftliche Vorrangfläche zwischen Schmallenberg und Fleckenberg                                                                                          | B   | Schmallenberg    | 133,07           | 386288    | Position    | 2005                 |
| | LSG-4815-0011 | Ortsrandlage Fleckenberg | C   | Schmallenberg    | 47,74            | 386289    | Position    | 2005                 |
| | LSG-4815-0012 | Ortsrandlage Werpe | B   | Schmallenberg    | 7,00             | 386290    | Position    | 2005                 |
| | LSG-4815-0013 | Leisse mit Seitentälchen westlich Bad Fredeburg | C   | Schmallenberg    | 22,92            | 386291    | Position    | 2005                 |
| | LSG-4815-0014 | Lenne-Seitentäler zwischen Hundesossen und Latrop | C   | Schmallenberg    | 40,20            | 386292    | Position    | 2005                 |
| | LSG-4815-0015 | Talraum der Grafschaft und Seitentäler | C   | Schmallenberg    | 104,09           | 386293    | Position    | 2005                 |
| | LSG-4815-0016 | Lennetal von östlich Westfeld bis westlich Hundesossen | C   | Schmallenberg    | 198,63           | 386294    | Position    | 2005                 |
| | LSG-4815-0017 | Magergrünlandkomplex westlich Schmallenberg | C   | Schmallenberg    | 25,04            | 386295    | Position    | 2005                 |
| | LSG-4815-0018 | Extensivgrünland an Unterhängen des Beerenberges nördlich Fleckenberg                                                                                             | C   | Schmallenberg    | 4,14             | 386296    | Position    | 2005                 |
| | LSG-4815-0019 | Offenlandbereiche um Harbecke | B   | Schmallenberg    | 36,21            | 386297    | Position    | 2008                 |
| | LSG-4815-0020 | Ortsrandlage Werpe | B   | Schmallenberg    | 101,92           | 386298    |             | 2008                 |
| | LSG-4815-0021 | Restoffenland westlich und östlich Kückelheim | B   | Schmallenberg    | 5,13             | 386299    | Position    | 2008                 |
| | LSG-4815-0022 | Offenlandkomplex Werntrop/Selkentrop/Felbecke | B   | Schmallenberg    | 386,82           | 386300    | Position    | 2008                 |
| | LSG-4815-0023 | Offenlandbereiche Keppel/Silberg/Landenbeckerbruch nördlich Arpe                                                                                                  | B   | Schmallenberg    | 42,44            | 386301    | Position    | 2008                 |
| | LSG-4815-0024 | Offenlandbereiche nördlich und östlich Arpe | B   | Schmallenberg    | 34,40            | 386302    | Position    | 2008                 |
| Landschaftsschutzgebiet Offenlandbereiche um Oberberndorf                                          | LSG-4815-0025 | Offenlandbereiche um Oberberndorf | B   | Schmallenberg    | 61,42            | 386303    | Position    | 2008                 |
| | LSG-4815-0026 | Offenlandbereiche um Wormbach | B   | Schmallenberg    | 75,66            | 386304    | Position    | 2008                 |
| | LSG-4815-0027 | Offenland um Berghausen | B   | Schmallenberg    | 135,76           | 386305    | Position    | 2008                 |
| Teile vom Landschaftsschutzgebiet Offenlandbereiche um Herschede nördlich Bracht                   | LSG-4815-0028 | Offenlandbereiche um Herschede nördlich Bracht | B   | Schmallenberg    | 45,22            | 386306    | Position    | 2008                 |
| | LSG-4815-0029 | Offenlandbereich Habichtshof nordwestlich Ebbinghof | B   | Schmallenberg    | 9,54             | 386307    | Position    | 2008                 |
| Ebbinghof mit Teilen vom Landschaftsschutzgebiet Offenland um Ebbinghof                            | LSG-4815-0030 | Offenland um Ebbinghof | B   | Schmallenberg    | 64,96            | 386308    | Position    | 2008                 |
| | LSG-4815-0031 | Offenland zwischen Ebbinghof und Wormbacher Mühle | B   | Schmallenberg    | 43,14            | 386309    | Position    | 2008                 |
| Landschaftsschutzgebiet Offenlandbereiche um Obringhausen                                          | LSG-4815-0032 | Offenlandbereiche um Obringhausen | B   | Schmallenberg    | 99,38            | 386310    | Position    | 2008                 |
| | LSG-4815-0033 | Zusammenfluss von Eimecker Siepen und Burbecke südwestlich Harbecke                                                                                               | C   | Schmallenberg    | 1,44             | 386311    | Position    | 2008                 |
| | LSG-4815-0034 | Grünlandkomplexe südlich Arpe | C   | Schmallenberg    | 54,47            | 386312    | Position    | 2008                 |
| | LSG-4815-0035 | Harbecker Siepen südwestlich und Quellbereich nördlich Harbecke mit angrenzendem Hangmagergrünland                                                                | C   | Schmallenberg    | 6,88             | 555589462 | Position    | 2008                 |
| | LSG-4815-0036 | Bruchbach und Witmecke westlich Werntrop | C   | Schmallenberg    | 29,82            | 386314    | Position    | 2008                 |
| | LSG-4815-0037 | Brachter Bach östlich Bracht | C   | Schmallenberg    | 13,29            | 386315    | Position    | 2008                 |
| | LSG-4815-0038 | Wennezuflüsse westlich Berghausen | C   | Schmallenberg    | 24,68            | 386316    | Position    | 2008                 |
| Landschaftsschutzgebiet vom östlichen Ende                                                         | LSG-4815-0039 | Werde, Selkentroper Bach und Wehrsiepen zwischen Werpe und Selkentrop und Oberberndorf                                                                            | C   | Schmallenberg    | 83,65            | 386317    | Position    | 2008                 |
| Landschaftsschutzgebiet bei Menkhausen                                                             | LSG-4815-0040 | Vossmecke und Wennetal zwischen Obringhausen und Niederberndorf                                                                                                   | C   | Schmallenberg    | 76,15            | 386318    | Position    | 2008                 |
| Landschaftsschutzgebiet von Süden                                                                  | LSG-4815-0041 | Wurmbach nordwestlich Wormbach | C   | Schmallenberg    | 20,10            | 386319    | Position    | 2008                 |
| | LSG-4815-0042 | Arpetal zwischen Arpe und Niederberndorf | C   | Schmallenberg    | 26,95            | 386320    | Position    | 2008                 |
| | LSG-4815-0043 | Oberläufe der Silbecke, der Papenschlade und des Hardtsiepens nördlich Arpe                                                                                       | C   | Schmallenberg    | 24,15            | 386321    | Position    | 2008                 |
| | LSG-4815-0044 | Arpetal und Seismecke mit Quellzuflüssen west- und südwestlich Arpe                                                                                               | C   | Schmallenberg    | 25,36            | 386322    | Position    | 2008                 |
| | LSG-4815-0045 | Mühlenbach von nördlich Werntrop bis Arpe | C   | Schmallenberg    | 27,98            | 386323    | Position    | 2008                 |
| | LSG-4815-0046 | Heimke südlich Arpe | C   | Schmallenberg    | 5,79             | 386324    | Position    | 2008                 |
| | LSG-4815-0047 | Herschede Siepen nördlich Bracht | C   | Schmallenberg    | 13,16            | 386325    | Position    | 2008                 |
| | LSG-4815-0048 | Offenlandbereich nördlich Landenbeckerbruch | B   | Eslohe           | 3,34             | 386326    |             | 2008                 |
| | LSG-4815-0049 | Quellbereich des Hardtsiepens bei Landenbeckerbruch | B   | Schmallenberg    | 1,07             | 386327    |             | 2008                 |
| | LSG-4816-0002 | Rodungsinsel Schanze | B   | Schmallenberg    | 27,06            | 386329    | Position    | 2005                 |
| | LSG-4816-0003 | Grünlandinseln im Rothaargebirge zwischen Wohnplatz Esmecke und Vorwald                                                                                           | B   | Schmallenberg    | 52,32            | 386330    | Position    | 2005                 |
| | LSG-4816-0004 | Offenlandkomplex Westfeld-Ohlenbach | B   | Schmallenberg    | 158,62           | 386331    | Position    | 2005                 |
| | LSG-4816-0005 | Westliche Ortsrandlage Langewiese | B   | Schmallenberg    | 8,15             | 386332    | Position    | 2005                 |
| | LSG-4816-0006 | Offenlandhänge um Inderlenne und Lengenbeck | B   | Schmallenberg    | 5,94             | 386333    | Position    | 2005                 |
| Bereiche vom Landschaftsschutzgebiet Kulturlandschaftskomplex Nordenau – Nesselbach bei Nesselbach | LSG-4816-0007 | Kulturlandschaftskomplex Nordenau – Nesselbach | B   | Schmallenberg    | 112,75           | 386334    | Position    | 2005                 |
| | LSG-4816-0008 | Talsysteme von Gleierbach (mit angrenzendem Magergrünland) und Westernahbach mit Jübecke und von Schmalnau mit Siepen zwischen Gleidorf und Huxel und Holthausen  | C   | Schmallenberg    | 65,96            | 555589570 | Position    | 2005                 |
| | LSG-4816-0009 | Bachtäler von Hartmecke und Lüttmecke südlich und von Waldsiepen und Großer Bellmecke östlich Oberkirchen                                                         | C   | Schmallenberg    | 28,71            | 555589429 | Position    | 2005                 |
| | LSG-4816-0010 | Schmittmecke südlich Westfeld | C   | Schmallenberg    | 8,34             | 386337    | Position    | 2005                 |
| | LSG-4816-0011 | Bachtal des Schwarzen Siepens zwischen Westfeld und nordöstlich Ohlenbach                                                                                         | C   | Schmallenberg    | 14,71            | 386338    | Position    | 2005                 |
| | LSG-4816-0012 | Nesselbach, Basemicke, Schauerte und Albers Siepen und Talabschnitte der Lengenbeck                                                                               | C   | Schmallenberg    | 46,37            | 386339    | Position    | 2005                 |
| | LSG-4816-0013 | Hangmagergrünland um Lengenbeck | C   | Schmallenberg    | 11,99            | 386340    | Position    | 2005                 |
| | LSG-4816-0014 | Ohlmecke in Ohlenbach | C   | Schmallenberg    | 5,26             | 386341    | Position    | 2005                 |
| | LSG-4816-0015 | Esenbecktal nördlich Inderlenne | C   | Schmallenberg    | 4,35             | 386342    | Position    | 2005                 |
| | LSG-4816-0016 | Magergrünlandinsel südöstlich Westfeld | C   | Schmallenberg    | 1,27             | 386343    | Position    | 2005                 |
| | LSG-4816-0017 | Skigebiet Kahler Asten | C   | Winterberg       | 4,63             | 386344    | Position    | 2005                 |
| | LSG-4816-0018 | Postwiese und Magergrünland bei Neuastenberg | C   | Winterberg       | 46,89            | 386345    | Position    | 2005                 |
| | LSG-4816-0020 | Freiflächen und Rodungsinseln im Rothaargebirge | B   | Winterberg       | 41,15            | 386346    |             | 2005                 |
| Landschaftsschutzgebiet Westfalenhang                                                              | LSG-4816-0021 | Westfalenhang | C   | Winterberg       | 25,19            | 386347    | Position    | 2005                 |
| Waldlichtung Glindfeld                                                                             | LSG-4817-0001 | Waldlichtung Glindfeld |     | Medebach         | 36,30            | 555555274 | Position    | 1983                 |
| | LSG-4817-0002 | Kulturlandschaftskomplex Berge – Dreislar |     | Medebach         | 119,15           | 555555275 | Position    | 1983                 |
| | LSG-4817-0003 | Kulturlandschaftskomplex Medelon |     | Medebach         | 82,34            | 555555276 | Position    | 1983                 |
| | LSG-4817-0004 | Medebacher Süden: Talräume und Hangfläche um Berge und Dreislar                                                                                                   |     | Medebach         | 664,81           | 555555277 | Position    | 1983                 |
| | LSG-4817-0005 | Medebacher Kernraum: Quellmulden, Niederungszonen und Flachhänge                                                                                                  |     | Medebach         | 891,25           | 555555278 | Position    | 1983                 |
| | LSG-4817-0006 | Grünland am Bückling | C   | Hallenberg       | 20,52            | 555555281 | Position    | 2004                 |
| | LSG-4817-0007 | Grünlandkomplex nördlich und südlich des Mahlbaches | C   | Hallenberg       | 69,74            | 555555282 | Position    | 2004                 |
| | LSG-4817-0008 | Grünland westlich von Hesborn | C   | Hallenberg       | 43,62            | 555555283 | Position    | 2004                 |
| | LSG-4817-0009 | Grünlandbereich Mertenshorn westlich des Liesetales | C   | Hallenberg       | 22,16            | 555555284 | Position    | 2004                 |
| | LSG-4817-0010 | Grünland südlich Hesborn | C   | Hallenberg       | 28,24            | 555555285 | Position    | 2004                 |
| | LSG-4817-0011 | Liesetal nördlich Liesen | C   | Hallenberg       | 4,33             | 555555286 | Position    | 2004                 |
| | LSG-4817-0012 | Hecken-Grünland-Komplex am Galgenberg | C   | Hallenberg       | 85,82            | 555555287 | Position    | 2004                 |
| | LSG-4817-0013 | Hallenberger Waldlandschaft | A   | Hallenberg       | 2322,31          | 555555279 | Position    | 2004                 |
| | LSG-4817-0014 | Grünland am Freien Stein | C   | Hallenberg       | 55,73            | 555555288 | Position    | 2004                 |
| | LSG-4817-0015 | Liesetal | C   | Hallenberg       | 20,04            | 555555290 | Position    | 2004                 |
| | LSG-4817-0016 | Wehlenbachtal und Heidebachtal | C   | Hallenberg       | 75,89            | 555555291 | Position    | 2004                 |
| | LSG-4817-0017 | Grünland zwischen Hallenberg und Braunshausen | C   | Hallenberg       | 233,31           | 555555292 | Position    | 2004                 |
| | LSG-4817-0018 | Grünland westlich von Hallenberg | C   | Hallenberg       | 35,7             | 555555293 | Position    | 2004                 |
| | LSG-4817-0019 | Unteres Weifetal | C   | Hallenberg       | 18,75            | 555555294 | Position    | 2004                 |
| Magergrünland südlich Hallenberg                                                                   | LSG-4817-0020 | Magergrünland südlich Hallenberg | C   | Hallenberg       | 46,47            | 555555295 | Position    | 2004                 |
| | LSG-4817-0021 | Grünland südlich der Wache | C   | Hallenberg       | 47,72            | 555555296 | Position    | 2004                 |
| | LSG-4817-0022 | Grünland südwestlich Braunshausen | C   | Hallenberg       | 53,64            | 555555297 | Position    | 2004                 |
| | LSG-4817-0023 | Oberes Nuhnetal | C   | Hallenberg       | 1,76             | 555555289 | Position    | 2004                 |
| | LSG-4817-0024 | Hallenberger Hügelland | B   | Hallenberg       | 1038,85          | 555555280 | Position    | 2004                 |
| | LSG-4817-0025 | Offenland um Züschen | B   | Winterberg       | 102,40           | 386348    | Position    | 2005                 |
| | LSG-4817-0026 | Untere Berkmecke | C   | Winterberg       | 16,37            | 386349    | Position    | 2005                 |
| | LSG-4817-0027 | Homberg und Magergrünland bei Züschen | C   | Winterberg       | 38,65            | 386350    | Position    | 2005                 |
| | LSG-4818-0001 | Grünland nördlich und östlich des Heideknipp | C   | Hallenberg       | 44,56            | 555555298 | Position    | 2004                 |
| | LSG-4818-0002 | Grünland östlich des Pflanzenberges | C   | Hallenberg       | 22,59            | 555589458 | Position    | 2004                 |
| | LSG-4818-0003 | Grünland nordwestlich der Wasserlehne | C   | Hallenberg       | 32,32            | 555555300 | Position    | 2004                 |
| | LSG-4818-0004 | Kronhügel | C   | Hallenberg       | 2,64             | 386351    | Position    | 2004                 |